# Literatura tailandesa

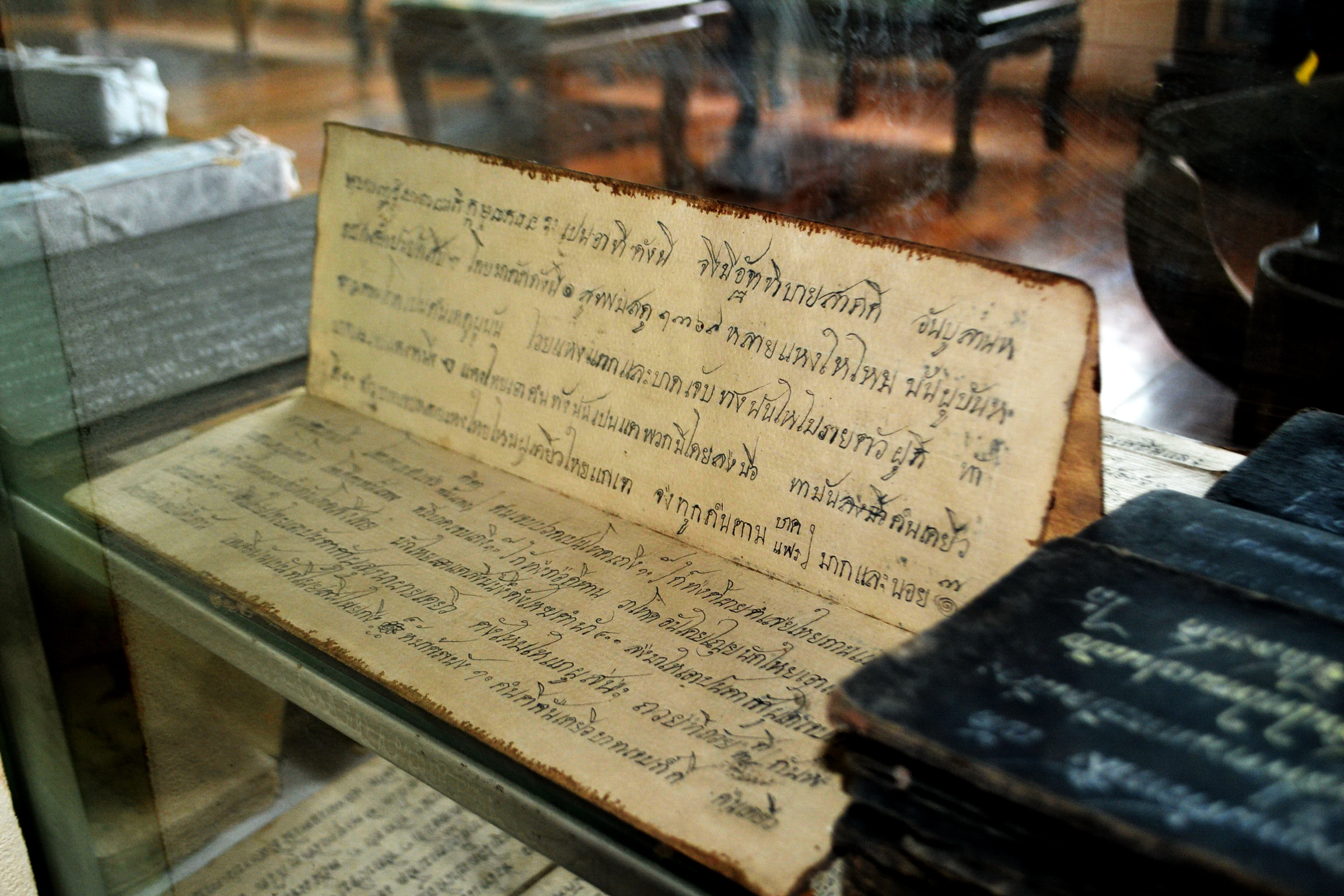
Samut Thai, um meio tradicional de registro e transmissão da literatura tailandesa e de outras literaturas no sudeste da Ásia continental.

A literatura tailandesa é a literatura do povo tailandês, escrita quase exclusivamente na língua tailandesa (embora possam ser usados alfabetos diferentes do tailandês). Antes do século XIX, a maioria das obras literárias escritas em tailandês eram compostas em forma de poesia. A prosa era reservada para registros históricos, crônicas e documentos legais. Assim sendo, as formas poéticas na língua tailandesa são volumosas e altamente desenvolvidas, o que torna o acervo de obras poéticas pré-modernas da Tailândia bastante extenso. Assim, embora muitas obras literárias tenham sido perdidas com o saque de Ayutthaya pelos birmaneses em 1767, a Tailândia ainda possui inúmeros poemas épicos ou longos contos poéticos — alguns compostos como histórias originais e outros retirados de histórias de fontes estrangeiras (principalmente indianas). Existe, consequentemente, um forte contraste entre a tradição literária tailandesa e a de outras tradições literárias do Leste Asiático (como a chinesa e a japonesa, por exemplo) onde contos poéticos longos são raros e poemas épicos são quase inexistentes. A literatura clássica tailandesa exerceu uma influência considerável na literatura dos países vizinhos do sudeste asiático continental, especialmente no Camboja e no Mianmar.

## O desenvolvimento da literatura clássica tailandesa
Enquanto falantes de um idioma pertencente ao grupo da família das línguas tai, os siameses compartilham origens literárias com outros povos falantes de línguas tai do sudeste da Ásia continental. É possível que a literatura inicial do povo siamês (tailandês) tenha sido escrita em chinês. Entretanto, não foi encontrado nenhum registro histórico dos siameses, até o momento, que faz referência a essa literatura anterior. Pelo que se sabe, a tradição poética tailandesa teria sido originalmente baseada em formas poéticas indígenas como o rai (ร่าย), o khlong (โคลง), o kap (กาพย์) e o klon (กลอน). Algumas dessas formas poéticas — especialmente o khlong — eram compartilhadas entre os diferentes falantes das línguas tai desde tempos antigos (antes ainda do surgimento do Sião). Uma das primeiras obras conhecidas e representativas da poesia Khlong é o poema épico Thao Hung Thao Cheuang, que narra a história épica de um nobre guerreiro Khmer no sudeste da Ásia continental.

### Influência indiana na língua siamesa

Zona de influência cultural histórica da Indosfera da Grande Índia na transmissão de elementos da cultura indiana, incluindo língua, artes, literatura e drama.

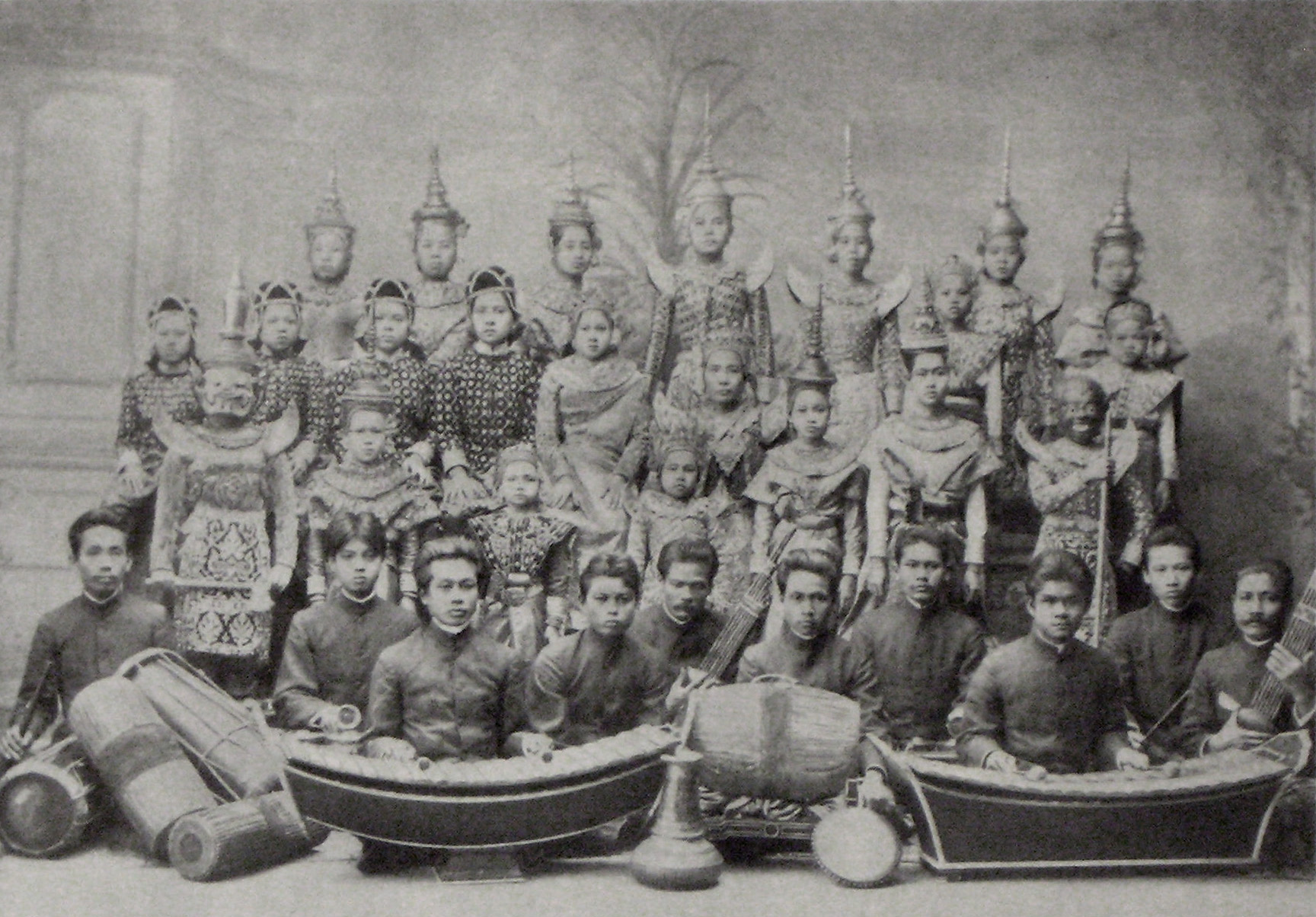
Uma trupe dramática siamesa de Khon acompanhada de banda instrumental "Mahoree"

Através da influência do budismo e do hinduísmo, uma variedade de métricas prosódicas Chanda foram introduzidas no Sudeste Asiático via Ceilão (atual Sri Lanka). Como a língua tailandesa é monossilábica, inúmeras palavras emprestadas do sânscrito e do páli seriam necessárias para compor dentro das métricas clássicas do sânscrito. De acordo com B.J. Terwiel, tal processo teria ocorrido em ritmo acelerado durante o reinado do Rei Boromma-trailokkanat (1448-1488), que teria reformado o modelo de governo do Sião, transformando o sistema político siamês em um império sob o sistema feudal mandala. O novo sistema demandaria uma nova língua imperial para as classes nobres dominantes. Essa influência literária da Índia modificaria o curso da língua tailandesa ou siamesa — diferenciando-a de outras línguas tai — ao ampliar o número de palavras emprestadas do sânscrito e do páli e impor uma demanda ao tailandês de desenvolver um sistema de escrita que preservasse a ortografia das palavras em sânscrito para fins literários. No século XV, a língua tailandesa evoluiria para um formato peculiar, em conjunto com uma emergente identidade literária de uma nova nação. Isso teria permitido aos poetas siameses que compusessem em diferentes estilos poéticos e em diferentes estados de espírito — desde versos rimados, lúdicos e bem-humorados, passando por khlongs românticos e elegantes, e até prosódias chan polidas e imperiosas, que foram modificadas a partir de métricas clássicas do sânscrito. Os poetas tailandeses iriam experimentar essas diferentes formas prosódicas, produzindo poemas "híbridos" inovadores como Lilit (em tailandês:  ลิลิต — que intercala versos khlong e kap ou rai), ou Kap hor Klong (em tailandês:  กาพย์ห่อโคลง - uma série de poemas khlong, cada um dos quais é precedido e seguido por versos kap). Os tailandeses desenvolveriam, dessa forma, uma mente e um ouvido aguçados para a poesia. No entanto, para maximizar esse novo meio literário, foi necessária uma educação clássica bastante intensiva em páli e sânscrito, o que fez da "poesia séria" uma ocupação das classes nobres educadas. Entretanto, B.J. Terwiel observa (citando um livro didático tailandês do século XVII, Jindamanee) que os escribas e os homens siameses comuns também eram encorajados a aprender termos básicos em páli e sânscrito para progredir na carreira.:322-323 A poesia e a produção literária tailandesa, como observou J. Layden, em On the Languages and Literature of the Indo-Chinese Nations (1808)::139-149 passariam a dominar a literatura erudita do mundo das línguas tais desde meados do período Ayutthaya até meados do século XX.

### Ramakien

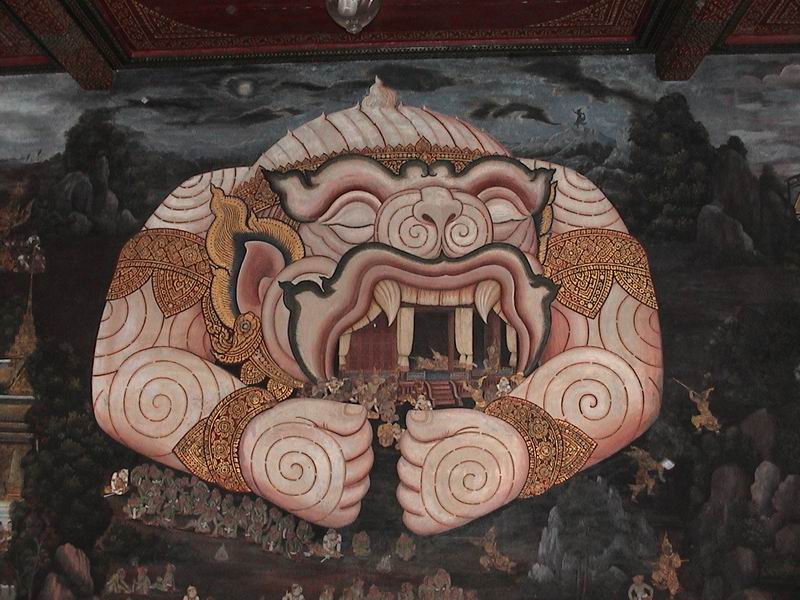
Hanuman protege o Pavilhão Ramas (pintura de parede, "Sala 53" da galeria no Wat Phra Kaeo)

A maioria dos países do Sudeste Asiático partilha o que poderíamos chamar de cultura indianizada. A literatura tailandesa não escapa a essa influência e foi fortemente influenciada pela cultura indiana, especialmente pelo dueto budismo-hinduísmo, desde a sua primeira aparição no século XIII. O épico nacional da Tailândia, o Ramakien, é uma versão do poema indiano Ramayana, que fora recebida do povo Khmer através do Reino de Lavo. A importância do épico Ramayana na Tailândia se deve à adoção pelos tailandeses da ideologia político-religiosa hindu de realeza, personificada pelo Senhor Rama. A antiga capital siamesa, Ayutthaya, recebeu esse nome em homenagem à cidade sagrada de Ayodhya, a cidade do Senhor Rama. Todos os reis tailandeses são chamados de "Rama" até os dias atuais.
Os contos míticos e o ciclo épico do Ramakien forneceriam aos siameses uma fonte rica e perene de materiais dramáticos. A corte real de Ayutthaya desenvolveria formas dramáticas clássicas de expressão conhecidas como khon e lakhon. O Ramakien desempenharia, ainda, um grande papel na formação e desenvolvimento dessas artes dramáticas. Durante o período de Ayutthaya, o khon, ou uma versão dramatizada do Ramakien, seria categorizada como lakhon nai ou uma apresentação teatral reservada ao público aristocrático. Um diplomata francês, Simon de La Loubère, testemunharia e documentaria uma apresentação de um lakhon nai em 1687, durante uma missão diplomática formal enviada pelo rei Luís XIV. Posteriormente, o drama siamês e a dança clássica se espalhariam por todo o sudeste asiático continental e influenciariam a arte em países vizinhos, o que inclui as versões locais do Ramayana do Mianmar, do Camboja e do Laos.:177
Diversas versões do épico Ramakien foram perdidas durante o cataclísmico saque e destruição de Ayutthaya em 1767. Apenas três versões sobreviveram. Uma delas foi preparada sob a supervisão (e parcialmente composta) pelo rei Rama I. Seu filho, Rama II, reescreveu algumas partes para o drama khon. As principais diferenças em relação ao texto original são a ampliação do papel do deus macaco Hanuman e a adição de um final feliz. Muitos dos poemas populares entre os nobres tailandeses também são baseados em histórias de origem indiana. Um dos mais famosos é Anirut Kham Chan, baseado em uma antiga história indiana do Príncipe Anirudha.

## Literatura do período Sukhothai

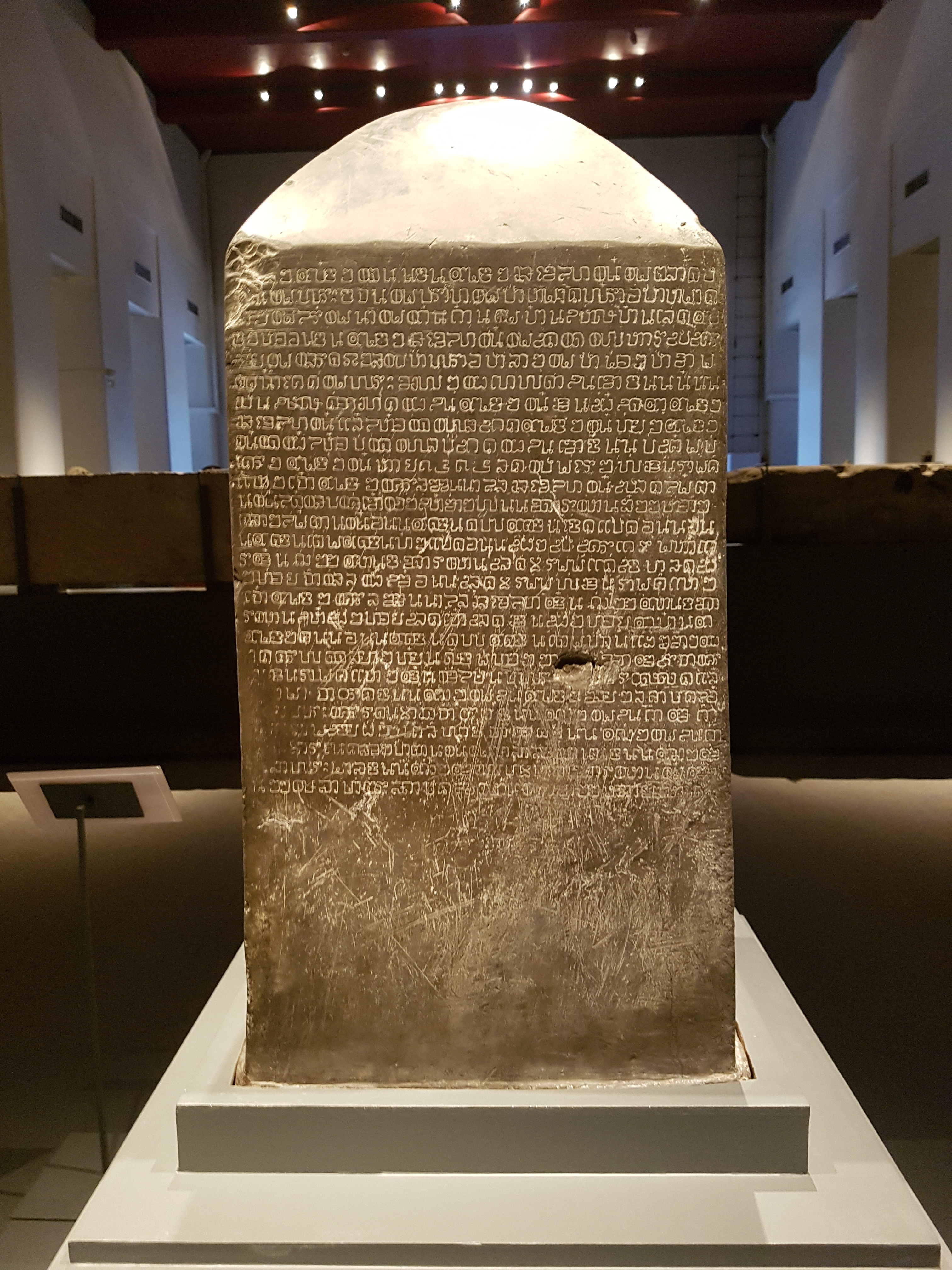
Silajaruek Pokhun Ramkhamhaeng, Bangkok National Museum

O alfabeto tailandês surgiu como um sistema de escrita independente por volta de 1283. Uma das primeiras obras compostas nele foi a inscrição do rei Ramkhamhaeng (em tailandês:  ศิลาจารึกพ่อขุนรามคำแหง) ou Estela de Ramkhamhaeng, composta em 1292, que serve tanto como biografia do rei quanto como crônica do reino.
A influência do budismo teravada é evidente na maioria das obras literárias siamesas/tailandesas pré-modernas. O Traibhumikatha ou Trai Phum Phra Ruang (em tailandês:  ไตรภูมิพระร่วง, "Os Três Mundos segundo o Rei Ruang") é um dos primeiros tratados cosmológicos tailandeses, e foi composto em meados do século XIV. É reconhecido como uma das mais antigas obras tradicionais da literatura tailandesa. A obra explica a composição do universo que, segundo o budismo teravada tailandês, consiste em três diferentes "mundos" ou níveis de existência e seus respectivos habitantes e criaturas míticas. O ano de composição foi datado em 1345 E.C.,[carece de fontes?] enquanto a autoria é tradicionalmente atribuída ao então herdeiro do trono e mais tarde rei LiThai (em tailandês:  พญาลิไทย) de Sukhothai. O Traibhumikatha é considerado uma obra de alto padrão acadêmico. Ao compô-la, o rei Lithai teve que consultar mais de 30 tratados budistas, incluindo a Tripitaka (em tailandês:  พระไตรปิฎก) e o Milinda Panha. É considerada a primeira dissertação de pesquisa em história literária tailandesa.[carece de fontes?]

## Literatura do período de Ayutthaya
Uma das obras representativas do início do período de Ayutthaya é Lilit Ongkan Chaeng Nam (em tailandês:  ลิลิตโองการแช่งน้ำ), um encantamento em forma de versos a ser proferido diante da reunião de cortesãos, príncipes de terras estrangeiras e representantes de estados vassalos durante a cerimônia de juramento de fidelidade. Era, portanto, uma composição para um ritual que promoveria lealdade e selaria alianças nacionais e estrangeiras.[carece de fontes?]

### PoesiaLilit
Um lilit (em tailandês:  ลิลิต) é um estilo literário que intercala versos poéticos de diferentes naturezas métricas com o intuito de criar uma variedade de ritmos e cadências na melodia da poesia. O primeiro poema de Lilit a aparecer é Lilit Yuan Phai (em tailandês:  ลิลิตยวนพ่าย, 'a derrota de Yuan', composto durante o início do período Ayutthaya (c. 1475 E.C.). O Yuan Phai seria o equivalente tailandês da Canção de Roland. Trata-se de um poema épico de guerra com cerca de 1180 versos que narra os principais eventos da guerra entre o rei siamês Borommatrailokkanat (1448–1488) e o rei Tilokaraj de Lan Na, e que fornece uma ode de vitória para o rei do Sião. A importância do Yuan Phai não se limita a ser apenas o exemplo mais antigo de poesia Lilit de que se tem notícia. O poema serve também como um importante relato histórico da guerra entre os reinos do Sião e de Lan Na, bem como uma evidência da teoria da realeza siamesa, que estava em plena evolução durante o reinado de Borommatrailokkanat.
Outra obra renomada de poesia lilit é Lilit Phra Lo (em tailandês:  ลิลิตพระลอ) (c. 1500), um poema épico trágico-romântico que emprega uma variedade de formas poéticas. Phra Lo atinge a impressionante marca de aproximadamente 2.600 linhas de extensão. É uma das principais composições de lilit que sobreviveram até hoje, e é considerada a melhor do gênero. Phra Lo é apontado como um dos primeiros poemas tailandeses que evocam tristeza e emoções trágicas. A história termina não só com a morte trágica do herói homônimo, como também com a morte de duas lindas princesas por quem ele fora apaixonado. O tema erótico do poema, por sua vez, tornou Phra Lo controverso entre as classes nobres siamesas por muitas gerações. Não obstante seu autor ser desconhecido, acredita-se que Phra Lo tenha sido composto por volta do início do reinado do rei Ramathibodi II (1491-1529), e certamente não depois de 1656, já que uma parte dele foi recitada em um livro didático tailandês produzido no reinado do rei Narai. O enredo veio presumivelmente de um conto popular originário do norte do Sião. Sua história trágica tem apelo universal e sua composição é considerada uma grande conquista na tradição poética tailandesa.[carece de fontes?]

### Maha-chat Kham Luang: o sermão do "Grande Nascimento"
A terceira grande obra deste período é Mahajati Kham Luang ou Mahachat Kham Luang (em tailandês:  มหาชาติคำหลวง), um relato épico tailandês do "Grande Nascimento" (maha-jati) do Bodhisatta Vessantara, a última antes de se tornar o Buda. Mahachat foi escrito num estilo de canto budista chamado ร่าย (Rai), combinando versos páli com narrativa poética tailandesa. Em 1492, o rei Borommatrailokkanat autorizaria um grupo de estudiosos a compor um poema baseado na história da játaca Vessantara, considerada a maior encarnação do Buda. O esforço conjunto do grupo resultaria nesta grande obra e a precedência de recitar o Maha, a Grande Vida, foi então estabelecida. O Mahachat é tradicionalmente dividido em 13 livros, mas seis deles acabaram sendo perdidos durante o saque de Ayutthaya. Em 1815 ordenou-se que fossem recompostos. Hoje existem diversas versões do Mahachat na Tailândia.

### Nirat: A tradição siamesa de poesia de despedida e saudade
O nirat (em tailandês:  นิราศ) é um gênero lírico popular na literatura tailandesa que poderia ser traduzido como "poesia de despedida". O cerne do gênero é realizar uma descrição de viagem, mas o essencial da poesia é a saudade do amante ausente. O poeta descreve sua jornada por paisagens, cidades e vilas, mas interrompe regularmente sua narrativa para expressar seus sentimentos e pensamentos a respeito do seu interesse romântico que está distante. A poesia Nirat provavelmente se originou do povo do norte da Tailândia. Tradicionalmente acredita-se que Nirat Hariphunchai (1637) foi o primeiro poema do gênero a surgir na língua tailandesa. No entanto, a tradição nirat tailandesa pode ser muito mais antiga, a depender se "Khlong Thawathotsamat pode ou não ser datado do reinado do Rei Borommatrailokkanat (1431-1488). Os poetas siameses compunham Nirats utilizando diferentes recursos poéticos. Durante o período de Ayutthaya, os poetas gostavam de compor poemas de Nirat usando a variedade métrica khlong (โคลง) e kap (กาพย์). O príncipe Thammathibet (1715-1755) (em tailandês:  เจ้าฟ้าธรรมธิเบศ) foi um renomado poeta Nirat cujas obras sobreviveram até hoje.

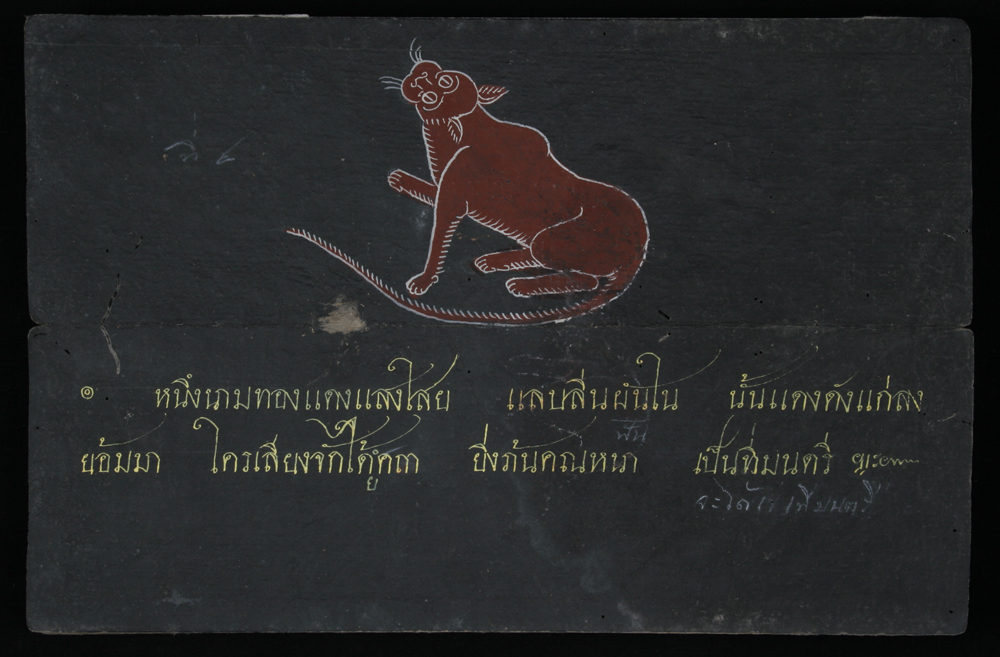
Manuscrito de Tamra Maew Suphalak (ตำราแมวศุภลักษณ์), um tratado tailandês da era de Ayutthaya sobre a criação de gatos e composto em versos.

Outros representantes deste gênero são Si Prat (1653-1688) (em tailandês:  ศรีปราชญ์) e Sunthorn Phu (1786-1855) (em tailandês:  สุนทรภู่).
Visto que os poemas nirat registram o que o poeta vê ou experimenta ao longo de sua jornada, eles representam uma fonte de informação sobre a cultura siamesa, bem como fonte histórica para a época pré-moderna da Tailândia. Futuramente, este gênero poético espalhou-se; primeiro para o Mianmar no final do século XVIII, e depois para o Camboja em meados do século XIX, numa altura em que o Camboja era fortemente influenciado pela cultura siamesa. Os poemas famosos do gênero nirat durante o período de Ayutthaya são:
- Khlong Thawathotsamāt (c. 1450?) (em tailandês:  โคลงทวาทศมาส; "a Canção dos Doze Meses"): Thawathotsamat é um poema nirat de 1.037 versos em métrica khlong. Acredita-se que ele foi composto por um grupo de poetas da realeza, e não por um único autor. Antigamente, acreditava-se que ele fora composto durante o reinado do rei Narai, mas, na verdade, a linguagem deste poema sugere um período muito mais antigo. O grande número de palavras sânscritas em Thawathotsamat sugere que ele foi composto talvez no reinado do rei Borommatrailokkanat (1431-1488), quando esse estilo literário era comum. O Thawathotsamat também é uma obra singular da literatura tailandesa porque registra o conhecimento sobre tradições e normas específicas praticadas pelo povo tailandês em cada mês do ano. O Thawathotsamat também é único no gênero de poesia nirat porque o(s) poeta(s) não viaja(m) para lugar nenhum, mas mesmo assim expressam a saudade e a tristeza que cada mês de separação de seus entes queridos traz.
- Khlong Nirat Hariphunchai (em tailandês:  โคลงนิราศหริภุญชัย; relato de uma viagem de Chiang Mai ao Wat Phra That Hariphunchai em Lamphun, possivelmente datada de 1517/8. O autor da realeza lamenta sua separação de sua amada chamada Si Thip.
- Khlong Kamsuan Sīprāt (em tailandês:  โคลงกำสรวลศรีปราชญ์; "a canção triste de Sīprāt") por Sīprāt: Um poema nirat composto em métrica khlong dàn (em tailandês:  โคลงดั้น).
- Kap Hor Khlong Nirat Thansōk (em tailandês:  กาพย์ห่อโคลงนิราศธารโศก; "um nirat no riacho Thansōk em verso kap-hor-khlong") (c. 1745) composto pelo príncipe Thammathibet: um poema nirat produzido num estilo especial de kap hor khlong - onde cada um dos poemas khlong é incluído em versos kap. Este é um raro exemplo de um estilo altamente polido e imponente de poesia tailandesa. O Nirat Thansōk tem 152 estrofes (1.022 linhas).
- Kap Hor Khlong Praphat Than-Thongdang (em tailandês:  กาพย์ห่อโคลงประพาสธารทองแดง; "uma visita da realeza ao riacho Than-Thongdang em verso kap-hor-khlong") (c. 1745) composto pelo príncipe Thammathibet. Outro exemplo raro do gênero kap hor khlong. Apenas 108 estrofes deste poema foram encontradas. A outra metade parece ter sido perdida.

### O épico siamêsKhun Chang Khun Phaen

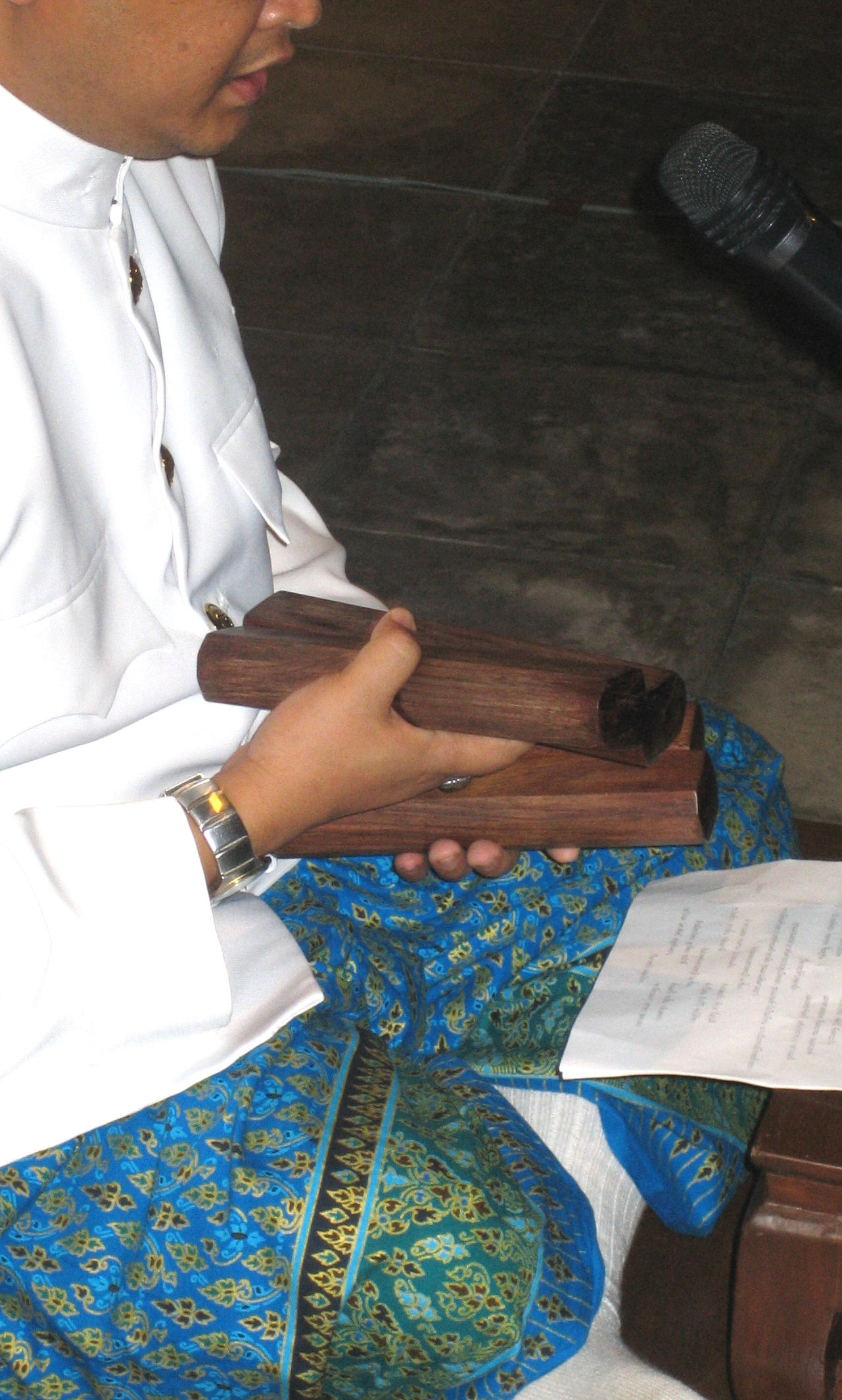
Apresentação moderna de um recitação oral sepha de poesia tailandesa.

Os contos populares também floresceram no período de Ayutthaya. Um dos contos populares mais famosos da história literária siamesa/tailandesa é a história de Khun Chang Khun Phaen (em tailandês:  ขุนช้างขุนแผน), conhecido na Tailândia simplesmente como "Khun Phaen". A história combina elementos de comédia romântica e aventuras heroicas, culminando na morte trágica de um dos protagonistas. O épico Khun Chang Khun Phaen (KCKP) gira, por um lado, em torno de Khun Phaen, um general siamês com poderes mágicos sobre-humanos que servia ao rei de Ayutthaya; e, por outro, em torno do triângulo amoroso entre o protagonista, outro homem chamado Khun Chang, e uma linda garota siamesa chamada Wan-Thong. A composição de KCKP, assim como outros épicos transmitidos oralmente, evoluiu ao longo do tempo. Originou-se como uma recitação recreativa ou sepha dentro da tradição oral tailandesa por volta do início do século XVII (c.1600). Com o passar dos anos, os trovadores e menestréis siameses foram acrescentando ao enredo original mais subtramas e cenas enfeitadas, ampliando a extensão da obra. No final do período histórico do reino de Ayutthaya, ela atingiu o formato atual como um longo poema épico com cerca de 20.000 versos, abrangendo 43 livros de samut thai. A versão que existe hoje foi composta com a métrica klon e é referida na Tailândia como nithan Kham Klon (em tailandês:  นิทานคำกลอน) que significa conto poético. Uma edição padrão do KCKP, publicada pela Biblioteca Nacional, tem 1.085 páginas.

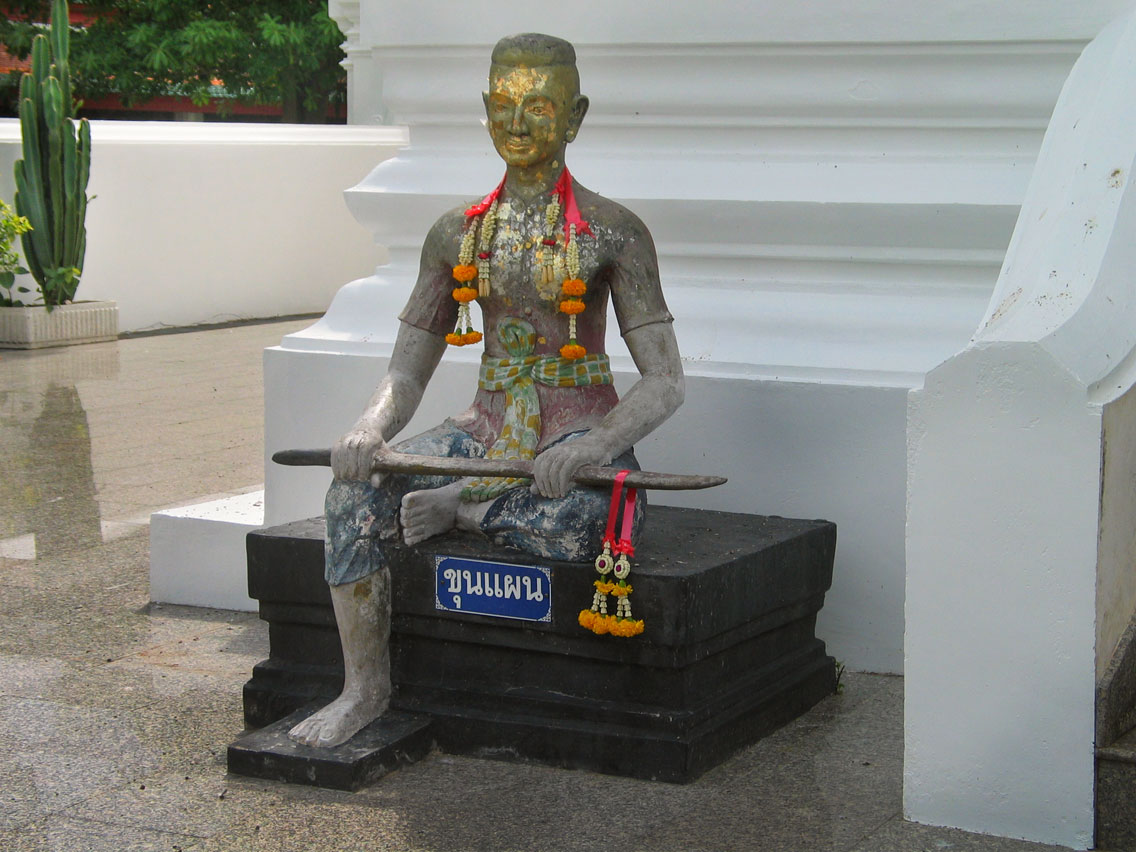
Escultura de Khun Phaen, Wat Pa Lelai, Suphanburi, Tailândia.

Constituindo-se como o épico nacional do povo siamês, Khun Chang Khun Phaen é único e singular dentre outros grandes poemas épicos do mundo, pois se ocupa das lutas, romances e façanhas marciais de protagonistas não aristocráticos - com um alto grau de realismo - ao invés de retratar majoritariamente assuntos políticos ou religiosos de grandes reis, homens nobres ou divindades.:1 O realismo de KCKP também o faz sobressair em relação às outras literaturas épicas da região. Não há paralelos no sudeste asiático. Como observam os historiadores Baker e Phongpaichit, a representação da guerra entre os reinos de Ayutthaya e Chiang Mai em Khun Chang Khun Phaen é "[p]ossivelmente ... a representação mais realista da guerra pré-moderna na região, retratando a aventura, o risco, o horror e o ganho.":14 KCKP também engloba descrições ricas e detalhadas da sociedade tradicional siamesa durante o ocaso do período de Ayutthaya, incluindo práticas religiosas, crenças supersticiosas, relações sociais, administração doméstica, táticas militares, procedimentos judiciais e legais, etc. Até hoje, KCKP é considerado por muitos como a obra-prima da literatura tailandesa devido ao seu alto valor de entretenimento - com enredos e tramas envolventes até mesmo para os padrões contemporâneos - e por sua riqueza de bagagem cultural e histórica. Encantado com a reconstituição do ambiente suntuoso de antigos costumes, crenças e práticas siamesas em que a história se passa, William J. Gedney, um filólogo especializado em línguas do Sudeste Asiático, comentou que: “A qualidade de grande parte desta obra é soberba, muitas vezes fascinante por sua elegância, graça e vitalidade. É impossível não sentir que este aparato de poesia tradicional tailandesa não está entre as melhores criações artísticas da história da humanidade.” Uma tradução completa em prosa na língua inglesa de KCKP foi publicada por Chris Baker e P. Phongpaichit em 2010. Não há tradução em português.

### A lenda popular de Sri Thanonchai
Outro personagem popular dentro dos contos populares de Ayutthaya é o arquétipo do malandro, dos quais o mais conhecido é Sri Thanonchai (em tailandês:  ศรีธนญชัย). Este personagem é geralmente descrito como uma figura heroica que ensina ou aprende lições morais ao longo da história e é conhecido por seu charme, inteligência e destreza verbal. Sri Thanonchai é um herói trapaceiro clássico. Assim como vilões de Shakespeare, como Iago, as motivações de Sri Thanonchai não são claras. Ele simplesmente usa manhas, subterfúgios, piadas e pegadinhas para acabar com a vida e os negócios dos outros, o que às vezes resulta em desfechos trágicos. A história de Sri Thanonchai é bem conhecida tanto entre os tailandeses quanto entre os laosianos. Na tradição do Laos, Sri Thanonchai é chamado de Xiang Mieng. Uma versão Lao-Isan (nordeste da Tailândia) de Xiang Mieng descreve Sri Thanonchai como um trapaceiro de Ayutthaya.

### A Lenda de Phra Malai (1737)

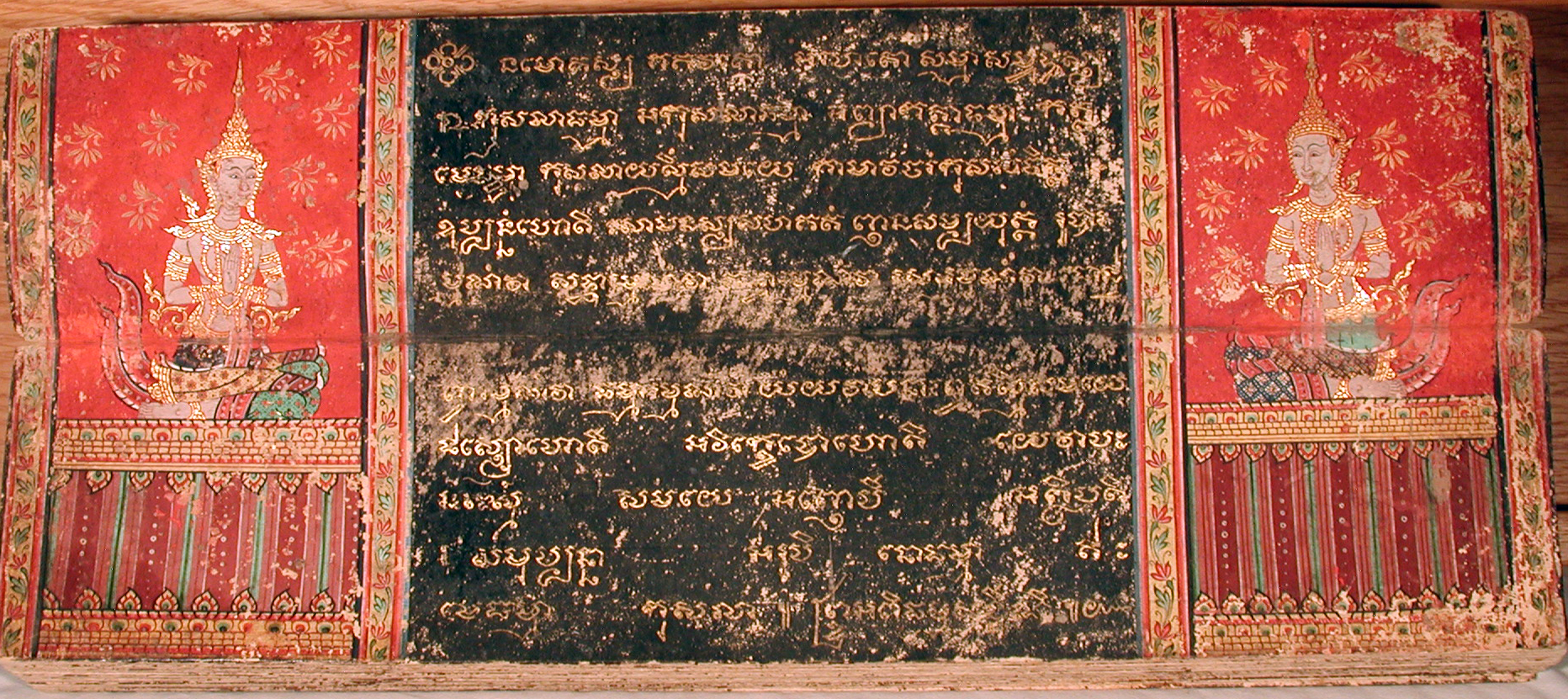
Manuscrito de Phra Malai.

A Lenda de Phra Malai (em tailandês:  พระมาลัยคำหลวง) é uma aventura épica religiosa composta em 1737 pelo príncipe Thammathibet, um dos maiores poetas de Ayutthaya. A origem da história, entretanto, pode ser considerada muito mais antiga, sendo baseada em um antigo texto de língua páli. Phra Malai figura com destaque na arte tailandesa, especialmente nos tratados religiosos e nos rituais associados à vida após a morte. A história converteu-se num dos temas mais populares dos manuscritos tailandeses ilustrados do século XIX.
O Phra Malai do príncipe Thammathibet foi composto em um estilo que alterna entre o rai e o khlong sii-suphap. Conta a história de Phra Malai, um monge budista da tradição teravada que teria alcançado poderes sobrenaturais por meio de mérito acumulado e meditação. Com esses poderes adquiridos, ele é capaz de fazer uma viagem aos reinos infernais (naraka) para ensinar o budismo às criaturas do submundo e aos mortos. Phra Malai, então, retorna ao mundo dos vivos e relata às pessoas o que viu no submundo, lembrando aos ouvintes de produzirem bons méritos e aderirem aos ensinamentos budistas para evitar a condenação. 
Enquanto estava no reino humano, Phra Malai recebe uma oferenda de oito flores de lótus de um humilde lenhador, que ele eventualmente oferece na Estupa Chulamani, uma estrutura celestial onde as pessoas acreditam que está uma relíquia do Buda. Mais tarde, no paraíso de Tavatimsa, Phra Malai dialoga com o deus Indra e também com Metteyya, o futuro Buda, que revela ao monge insights a respeito do futuro da humanidade. Por meio de recitações de Phra Malai, os efeitos cármicos das ações humanas foram ensinados aos fiéis em funerais e outras ocasiões de mérito. Seguir os preceitos budistas, obter mérito e assistir às apresentações da játaca Vessantara eram consideradas ações virtuosas que aumentavam as hipóteses de um renascimento favorável ou, no final, do Nirvana.

### Outras obras notáveis do período de Ayutthaya
Os três poetas mais famosos do período de Ayutthaya foram Sīprāt (1653-1688) (em tailandês:  ศรีปราชญ์), Phra Maha Raja-Kru (em tailandês:  พระมหาราชครู), e o príncipe Thammathibet (1715-1755) (em tailandês:  เจ้าฟ้าธรรมธิเบศไชยเชษฐ์สุริยวงศ์). Sriprat compôs Anirut Kham Chan ("o conto do Príncipe Anirudha em poesia kham chan "), que é considerada uma das melhores composições kham chan na língua tailandesa. O príncipe Thammathibet compôs muitos poemas refinados que sobreviveram até hoje, incluindo poemas românticos de "despedida e saudade". Ele também compôs canções para a Procissão da Barca Real ou kap hé reu (em tailandês:  กาพย์เห่เรือ) que seriam utilizadas durante a grande procissão sazonal do rei nas águas fluviais, uma tradição única dos siameses. Suas canções de procissão em barcas ainda são consideradas as melhores no repertório tailandês de poemas de procissão real. Outras obras literárias notáveis do Reino de Ayutthaya médio e tardio incluem:

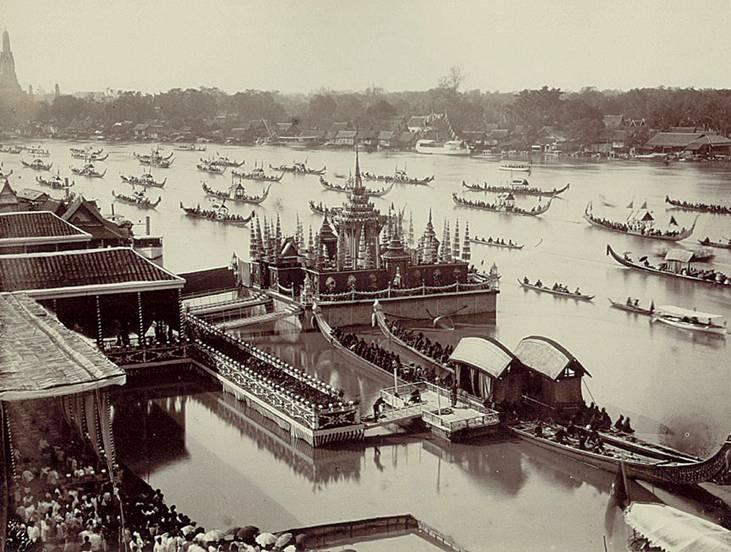
A procissão da barca real em 14 de janeiro de 1886 em frente ao píer real Ratchaworadit

- Sue-ko Kham Chan (em tailandês:  เสือโคคำฉันท์) (c. 1657) composto por Phra Maha Raja-Kru (em tailandês:  พระมหาราชครู). Sue-ko Kham Chan é o mais antigo kham chan sobrevivente conhecido (em tailandês:  คำฉันท์) poema a ser publicado em língua tailandesa. É baseado em uma história de uma játaca Paññāsa (em tailandês:  ปัญญาสชาดก) ou Histórias Apócrifas do Nascimento do Buda. Sue-ko Kham Chan narra uma história sobre uma amizade virtuosa e fraternal entre um bezerro e um filhote de tigre. O amor que sentem um pelo outro impressiona um rixi que pede aos deuses que os transformem em humanos devido aos méritos de suas virtudes. Sue-ko Kham Chan ministra um conceito importante do ensinamento budista segundo o qual alguém se torna um ser humano, a espécie mais elevada dentro do reino animal, não porque nasceu assim, mas devido a sua virtude ou sila-dhamma (em tailandês:  ศีลธรรม).
- Samutta-Kōt Kham Chan (em tailandês:  สมุทรโฆษคำฉันท์) (c. 1657) por Phra Maha Raja-Kru. Samutta-Kōt kham chan é um poema épico de tema religioso também baseado numa história de uma játaca Pannasa. O poema tem 2.218 estrofes (cerca de 8.800 versos). Entretanto, o poeta original, Phra Maha Raja-Kru, compôs apenas 1.252 estrofes e não as terminou. O rei Narai (1633-1688) compôs ainda 205 estrofes durante seu reinado e Paramanuchit-Chinorot, um monge poeta de origem nobre e Patriarca Supremo da Tailândia, terminou-as em 1849. Samut-Koat Kham Chan foi elogiado pela Sociedade Literária como um dos melhores poemas kham chan da língua tailandesa.
- Jindamanee (em tailandês:  จินดามณี; "Gems of the Mind"): o primeiro livro de gramática tailandesa e considerado o livro mais importante para o ensino da língua tailandesa até o início do século XX. A primeira parte foi escrita provavelmente durante o reinado do rei Ekathotsarot (em tailandês:  พระเจ้าเอกาทศรถ) (1605-1620).[22] A parte posterior foi composta por Phra Horathibodi, um estudioso da realeza, no reinado do Rei Narai (1633-1688). Jindamanee ensina não apenas a gramática e a ortografia da língua tailandesa, mas também a arte da poesia. Jindamanee contém muitas amostras valiosas de poemas tailandeses de obras que hoje estão perdidas. Para um livro de gramática asiática de 400 anos, o modelo didático do Jindamanee é baseado em princípios linguísticos sólidos. Estudiosos acreditam que o conhecimento europeu sobre gramática, especialmente por meio de missionários franceses estacionados no Sião durante o século XVII, pode ter influenciado sua composição.

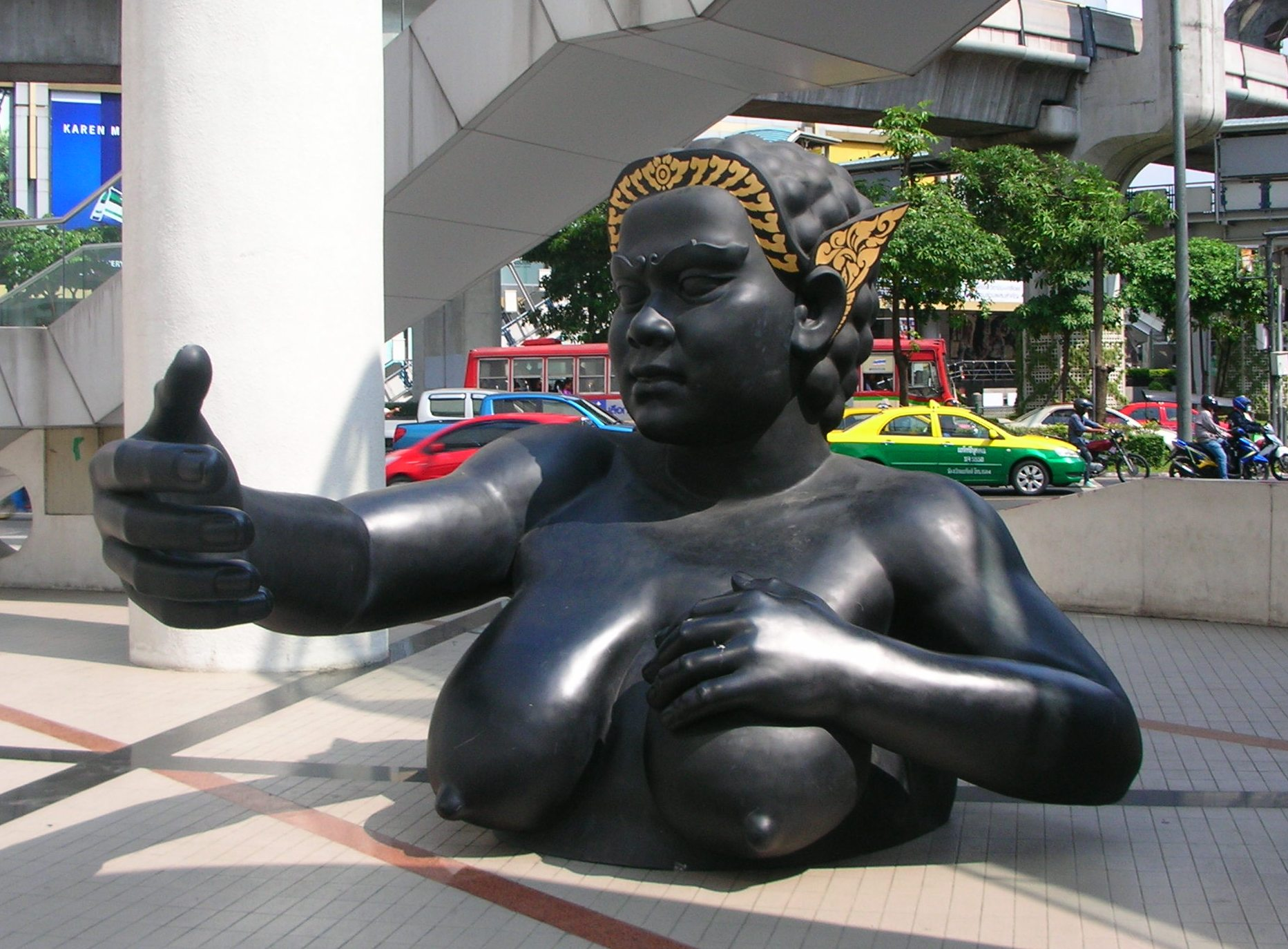
Estátua de um yakṣī, um dos personagens principais de Phra Rot Meri

- Nang Sib Song (em tailandês:  นางสิบสอง; "as doze princesas") ou Phra Rotthasen (em tailandês:  พระรถเสน) ou Phra Rot Meri (em tailandês:  พระรถเมรี): um conto popular indígena, baseado na vida anterior do Buda, popularizado em muitos países do Sudeste Asiático. Há várias releituras poéticas desta história na língua tailandesa. A história de Nang Sib Song diz respeito à vida de doze irmãs abandonadas pelos pais e adotadas por uma ogra Santhumala disfarçada de uma bela dama. A conclusão é a triste história de amor do único filho sobrevivente das doze irmãs, Phra Rotthasen (พระรถเสน) com Meri (เมรี), filha adotiva da ogra Santhumala. Esta é uma história de amor não correspondido que termina com a morte dos amantes, Rotthsen e Meri.
- Lakhon ( em tailandês:  ละคร): Lakhon é um tipo de performance dramática e literária muito respeitado no Sião. É dividido em duas categorias: lakhon nai (em tailandês:  ละครใน), peças dramáticas reservadas apenas aos aristocratas e lakhon nōk (em tailandês:  ละครนอก), toca para o deleite dos plebeus. Apenas três peças foram tradicionalmente classificadas como lakhon nai: Ramakien, Anirut e Inao. Quinze peças sobreviveram à destruição de Ayutthaya. Entre as mais conhecidas estão:
  - Sāng-thong (em tailandês:  สังข์ทอง) - uma peça baseada em uma história budista játaca de um homem nobre que esconde sua identidade disfarçando-se de selvagem de pele negra. Sua popularidade foi revivida durante o início da era Rattanakosin pelo Rei Rama II, que reescreveu muitas partes dele como lakorn nok.
  - Inao ( em tailandês:  อิเหนา) - um dos três maiores lakhon nais. Inao foi um drama muito popular entre os aristocratas siameses do final do período Ayutthaya. É baseado nos contos Panji de Java Oriental. Inao continuou a ser popular no início da era Rattanakosin, durante a qual houve muitas adaptações de Inao na língua tailandesa. O saque de Ayutthaya espalhou sua popularidade para o Mianmar.
  - Phikul Thong (em tailandês:  พิกุลทอง) ou Phóm Hóm (em tailandês:  นางผมหอม):

## Período inicial de Rattanakosin
Com o advento da era Rattanakosin, a literatura tailandesa experimentaria um renascimento de energia criativa e atingiria seu período mais prolífico. Esse período histórico caracteriza-se pela pressão iminente para retornar à perfeição literária e resgatar importantes obras perdidas durante a guerra entre Ayutthaya e o Império Konbuang. Empregou-se considerável energia poética e criativa nessa época para reviver ou reconstruir os tesouros nacionais que haviam sido perdidos ou danificados após a queda da antiga capital e o colapso do reino. Épicos, principalmente o Ramakien e Khun Chang Khun Phaen, foram recompostos ou coletados - com a ajuda de poetas e trovadores sobreviventes que os memorizaram (o que não era raro no século XVIII) - e escritos em papel para sua preservação. No entanto, muitos cantores e poetas da corte de Ayutthaya foram levados ou mortos pelo exército birmanês invasor e algumas obras foram definitivamente perdidas. Entretanto, a sobrevivência de inúmeras delas, mesmo após a destruição do antigo reino, mostra o quão ricas as criações literárias siamesas, especialmente as obras poéticas, devem ter sido antes da guerra.

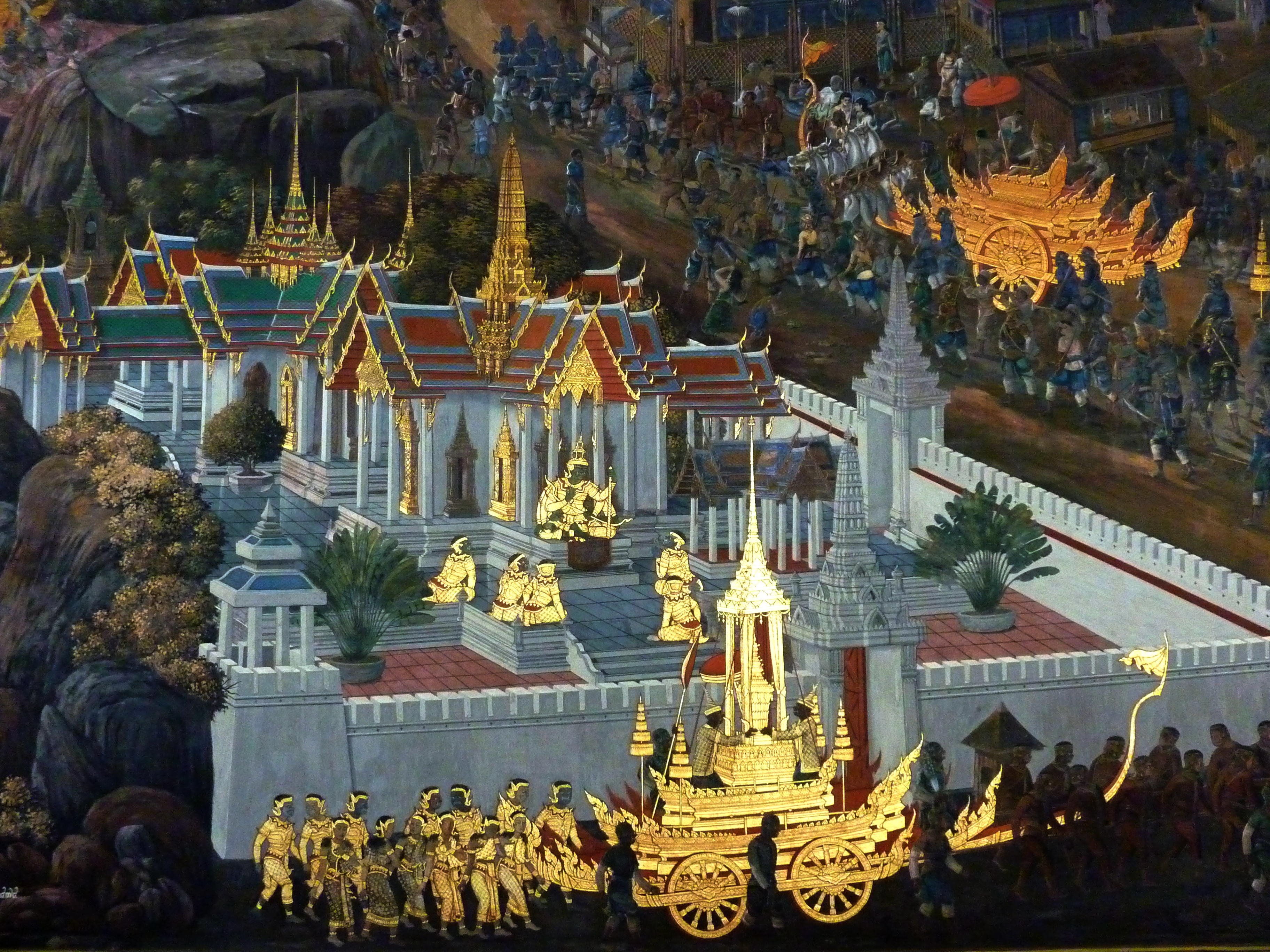
Mural do épico Ramakien, revisado pelo rei Rama I, nas paredes de Wat Phra Kaew, Bangkok

Os poetas da realeza do início de Rattanakosin não só recompuseram obras danificadas ou perdidas de Ayutthaya, como também buscaram aprimorá-las. O épico Ramakien de Rattanakosin, recomposto e coletado de várias versões existentes neste período, é amplamente considerado como sendo mais cuidadosamente redigido do que a antiga versão perdida no fogo. A título de comparação, enquanto os poetas do período de Ayutthaya não se importavam em aderir à regulamentação métrica rigorosa da prosódia indianizada, as composições dos poetas de Rattanakosin são muito mais fiéis aos requisitos métricos indianos. Como resultado, a poesia da época se tornou, em geral, mais refinada, mas também era bastante mais difícil de ser apreciada pelo homem comum. O círculo literário do início da era Rattanakosin ainda aceitava somente poetas que possuíssem uma educação clássica completa, o que incluía profundo conhecimento em línguas clássicas (sânscrito e páli). Foi neste período que um novo herói poético, Sunthorn Phu (em tailandês:  สุนทรภู่) (1786-1855) apareceu para desafiar o gosto tradicional da aristocracia siamesa. Sunthorn Phu deliberadamente se afastou da linguagem complexa e imponente da poesia da corte e compôs majoritariamente em um formato poético popular chamado klon suphap (em tailandês:  กลอนสุภาพ). Ele dominou e, depois, aperfeiçoou a arte do klon suphap e seus versos neste gênero são considerados inigualáveis na língua tailandesa até os dias atuais. Há também outras obras-primas do poema Klon-suphap desta época, como "Kaki Klon Suphap " – que influencia o Kakey cambojano – de Chao Phraya Phrakhlang (Hon).
Esse projeto de recuperação literária também resultou na melhoria da composição da prosa — uma área que havia sido negligenciada em Ayutthaya. Um comitê de tradução foi criado em 1785, durante o reinado do rei Phra Phutthayotfa Chulalok (Rama I), para traduzir obras estrangeiras importantes para o aprendizado do povo tailandês. Isso inclui a crônica Mon Rachathirat, bem como clássicos chineses, como Romance dos Três Reinos ou Sam-kok (em tailandês:  สามก๊ก), Investidura dos Deuses ou Fengshen Yanyi (em tailandês:  ห้องสิน), Margem da Água ou Sòngjiang (em tailandês:  ซ้องกั๋ง). Essas longas obras em prosa se tornaram um padrão ouro da composição em prosa clássica tailandesa.

### Rei Rama II: rei poeta da Tailândia

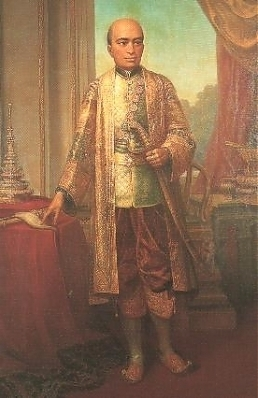
Rei Buda Loetla Nabhalai

O rei Phra Phutthaloetla Naphalai, também conhecido como rei Rama II do Sião (r. 1809-1824), foi não só um talentoso poeta e dramaturgo, mas também um grande patrono dos artistas. Seu reinado recebeu o epíteto de "a era de ouro da literatura Rattanakosin". Seu salão literário foi responsável pela ressurreição e reparação de muitas obras literárias importantes que haviam sido danificadas ou perdidas durante a destruição de Ayutthaya. Poetas, incluindo Sunthorn Phu, prosperaram sob seu patrocínio e incentivo. O próprio rei Loetlanaphalai era um artista, sendo geralmente apontado como o segundo mais brilhante poeta do período, atrás apenas de Sunthorn Phu. Quando jovem príncipe, participou da recomposição de partes perdidas ou danificadas de obras-primas literárias tailandesas, incluindo o Ramakien e Khun Chang Khun Phaen. Mais tarde, ele escreveu e popularizou muitas peças, baseadas em histórias populares ou peças antigas que sobreviveram ao saque da antiga capital, incluindo:
- Inao (em tailandês:  อิเหนา)
- Krai Thong (em tailandês:  ไกรทอง): um conto popular tailandês, originário da província de Phichit. Conta a história de Chalawan (ชาลวัน), um senhor crocodilo que sequestra a filha de um rico homem Phichit, e Kraithong, um comerciante de Nonthaburi que busca resgatar a garota e deve desafiar Chalawan. A história foi adaptada para uma peça teatral lakhon nok, pelo Rei Rama II,[23]
- Kawee (em tailandês:  คาวี)
- Sang Thong (em tailandês:  สังข์ทอง)
- Sang Sín Chai (em tailandês:  สังข์ศิลป์ชัย)
- Chaiya Chet (em tailandês:  ไชยเชษฐ์): uma história popular tailandesa originária do período de Ayutthaya. Sua popularidade levou à dramatização da história em lakhon. O rei Rama II reescreveu a peça para lakhon nok (ละครนอก), ou seja, apresentações teatrais não aristocráticas.

### Phra Aphai Manide Sunthorn Phu: aOdisseiaSiamesa

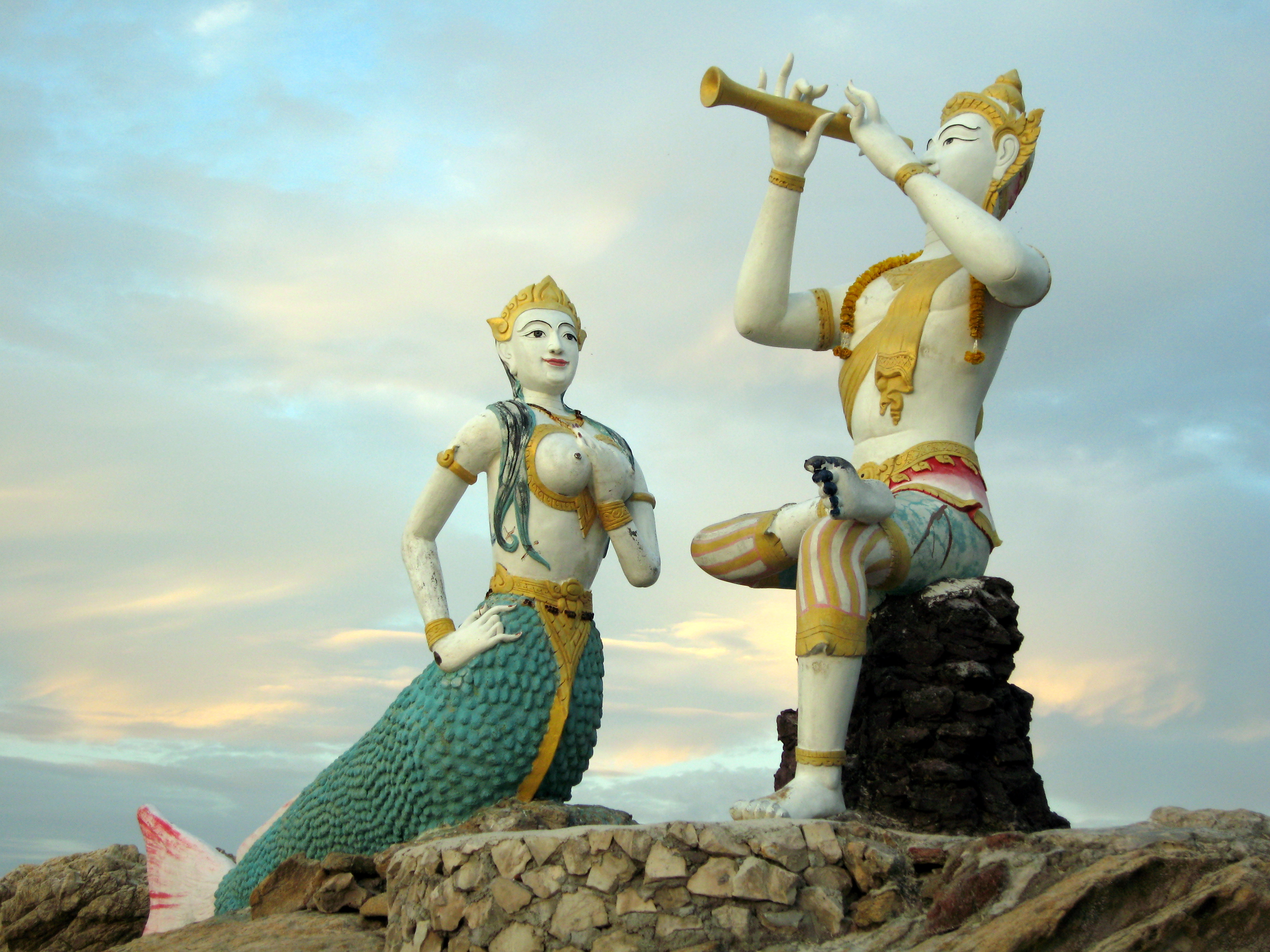
Esculturas de Phra Aphai Mani e a Sereia do poema épico Phra Aphai Mani em Ko Samet, província de Rayong

O poeta tailandês mais importante neste período foi, sem dúvida, Sunthorn Phu (สุนทรภู่) (1786-1855), amplamente conhecido como "o bardo de Rattanakosin" (em tailandês:  กวีเอกแห่งกรุงรัตนโกสินทร์). Sunthorn Phu ficou particularmente famoso por seu poema épico Phra Aphai Mani (em tailandês:  พระอภัยมณี), que ele iniciou em 1822 ou 1823 (enquanto estava na prisão) e que só terminaria em 1844. Phra Aphai Mani é um romance em versos dos gêneros de fantasia e aventura, conhecidos na literatura siamesa como nithan kham klon (em tailandês:  นิทานคำกลอน). A história relata as aventuras do protagonista homônimo, o príncipe Aphai Mani, que é tão bem versado na arte da música que as canções que saem de sua flauta são capazes de domar e desarmar homens, animais e deuses. No início da trama, Phra Aphai e seu irmão são banidos de seu reino porque o jovem príncipe prefere estudar música em vez de se tornar um guerreiro. Enquanto estava no exílio, Phra Aphai é sequestrado por uma titã (ou uma ogra) chamada Pii Sue Samut ('borboleta-do-mar'; em tailandês:  ผีเสื้อสมุทร) que se apaixona por ele após ouvi-lo tocar sua flauta. Desejando retornar para casa, Phra Aphai consegue escapar da ogra com a ajuda de uma linda sereia. Ele acabaria tendo dois filhos: um com a ogra e outro com a sereia - que cresceriam mais tarde e se tornariam heróis com poderes sobre-humanos. Phra Aphai mata Pii Sue Samut (a ogra) com o canto de sua flauta e segue sua viagem; ele sofre alguns naufrágios, e acaba resgatado. Depois ele conhece e se apaixona por uma princesa chamada Suwanmali. Um duelo, então, acontece entre Phra Aphai e o príncipe Ussaren, noivo de Suwanmali, tendo a mão da donzela como prêmio. Durante a luta Phra Aphai acaba matando seu rival. Nang Laweng, irmã de Ussaren e rainha de Lanka (Ceilão), jura vingança. Ela enfeitiça governantes de outras nações com sua beleza inigualável e os convence a formar um grande exército de coalizão para vingar seu irmão morto. Como já era esperado, Phra Aphai também se encanta pela beleza de Nang Laweng. Mesmo assim, ele decide confrontá-la e eles acabam se apaixonando. A guerra e vários problemas continuam, mas Phra Aphai e seus filhos prevalecem no final. Ele nomeia seus descendentes como governantes das cidades que conquistou. Por fim, cansado do amor e da guerra, Phra Aphai abdica do trono e se retira para a floresta com duas de suas esposas visando se tornarem ascetas.[carece de fontes?]

#### Composição e versões
O conto épico de Phra Aphai Mani é uma gigantesca obra monumental de poesia em estilo klon suphap (em tailandês:  กลอนสุภาพ). A versão completa publicada pela Biblioteca Nacional tailandesa tem 48.686 bāt (dísticos de duas linhas), totalizando mais de 600.000 palavras e abrangendo 132 livros samut-thai — de longe o mais longo poema na língua tailandesa, e o segundo maior poema épico do mundo escrito por um único poeta. Sunthorn Phu, todavia, originalmente pretendia terminar a história no ponto em que Phra Aphai abdica do trono e se retira para a floresta como asceta. Se a fábula terminar aqui, no que seria a visão original do autor, a obra fica com 25.098 bāt de poesia e 64 livros samut thai. Entretanto, o mecenas literário de Sunthorn Phu queria que ele continuasse compondo, o que ele acabou fazendo por muitos anos. Hoje, a versão resumida, ou seja, seus 64 volumes originais de samut-thai, ou 25.098 dísticos de poesia, é considerada o texto oficial do épico.
Phra Aphai Mani é a obra-prima de Sunthorn Phu. Ele rompe com a tradição literária dos primeiros romances poéticos tailandeses ou nithan kham-klon (em tailandês:  นิทานคำกลอน) incluindo em sua narrativa criaturas míticas ocidentais, como sereias, e invenções contemporâneas, como navios movidos a vapor (em tailandês:  สำเภายนต์) que só começaram a aparecer na Europa no início do século XIX. Sunthorn Phu também escreve sobre um instrumento mecânico tocador de música numa época em que o gramofone e o piano automático ainda não tinham sido inventados. Essas características tornaram Phra Aphai Mani surpreendentemente futurista para a sua época. Ademais, diferentemente de outros poemas épicos tailandeses clássicos, Phra Aphai Mani retrata várias façanhas de mercenários e piratas brancos (europeus), o que reflete a colonização europeia em andamento no Sudeste Asiático no início do século XIX. Diz-se que o próprio Phra Aphai aprendeu "a falar as línguas farang (europeia), chinesa e cham". Além disso, as localizações das cidades e ilhas em Phra Aphai Mani não são imaginárias, mas correspondem, de fato, a localizações geográficas reais tanto no Mar de Andaman, como no leste do Oceano Índico. Sunthorn Phu também consegue prover em sua narrativa uma descrição precisa das viagens marítimas modernas naquela região do mundo, o que sugere que o autor deve ter adquirido informações em primeira mão com marinheiros estrangeiros. O cenário multicultural - em parte mítico e em parte realista - de Phra Aphai Mani, combinado com a potência poética de Sunthorn Phu, faz de Phra Aphai Mani uma obra-prima da literatura tailandesa.

#### Sunthorn Phu como o poeta de dois mundos
As potências coloniais europeias estavam expandindo sua influência e presença no Sudeste Asiático na mesma época em que Sunthorn Phu estava escrevendo Phra Aphai Mani. Muitos críticos literários tailandeses sugeriram que Sunthorn Phu poderia ter pretendido que sua obra-prima épica fosse um conto anticolonialista, - disfarçado de fábula de aventuras fantásticas em forma de versos. Em um sentido literário, no entanto, outros acadêmicos tailandeses sugerem que a inspiração do poeta se encontra em épicos gregos e na literatura persa, notadamente a Ilíada, a Odisseia, os Argonautas e As Mil e Uma Noites.[carece de fontes?]
O ordenamento de Phra Aphai Mani está em consonância com a estrutura monomítica, compartilhada por outras grandes histórias épicas das tradições grega e persa. É possível que Sunthorn Phu tenha tomado conhecimento dessas narrativas estrangeiras por meio de missionários europeus, padres católicos ou indivíduos cultos que viajaram para o Sião no início do século XIX. Phra Aphai, o protagonista, se assemelha mais a Orfeu — o famoso músico dos Argonautas — do que a um guerreiro como Aquiles, por exemplo. Além disso, a jornada odisseica de Phra Aphai evoca semelhanças com a famosa jornada do rei de Ítaca através do Mar Egeu.
Pii Sue Samut ("a borboleta-do-mar"), uma ogra apaixonada que sequestra o herói, lembra a ninfa Calipso. Outrossim, da mesma forma que Odisseu, a longa viagem de Phra Aphai lhe permitiu aprender muitas línguas e discernir as mentes e os costumes de muitas raças estrangeiras. O nome de Phra Aphai (em tailandês:  อภัย: 'perdoar') é pronunciado de forma bastante semelhante a como "Orfeu" (em grego:  Ὀρφεύς) é originalmente pronunciado em grego. Além disso, a beleza encantadora de Nang Laweng, tão cativante que é capaz de levar nações à guerra, parece corresponder à reputação de Helena de Troia. Outros sugeriram que Nang Laweng pode ter sido inspirada por uma história de uma princesa cristã, conforme descrita em As Mil e Uma Noites da Pérsia, que se apaixona por um rei muçulmano.
Tudo que foi exposto sugere que Sunthorn Phu foi um bardo siamês possuidor de uma mente brilhante e curiosa que não só assimilou de europeus eruditos o conhecimento a respeito das navegações contemporâneas e das invenções ocidentais, mas também histórias de épicos clássicos gregos. Ao compor Phra Aphai Mani, Sunthorn Phu demonstra uma enorme ambição poética. Ele se tornou o primeiro escritor siamês a buscar inspiração em fontes literárias ocidentais e produziu um épico baseado, vagamente, em uma amálgama desses mitos e lendas. Dessa forma, em vez de escrever por motivações políticas, Sunthorn Phu pode simplesmente ter ambicionado igualar sua proeza literária a dos poetas e escritores mais famosos do Ocidente.

#### Outro legado literário de Sunthorn Phu

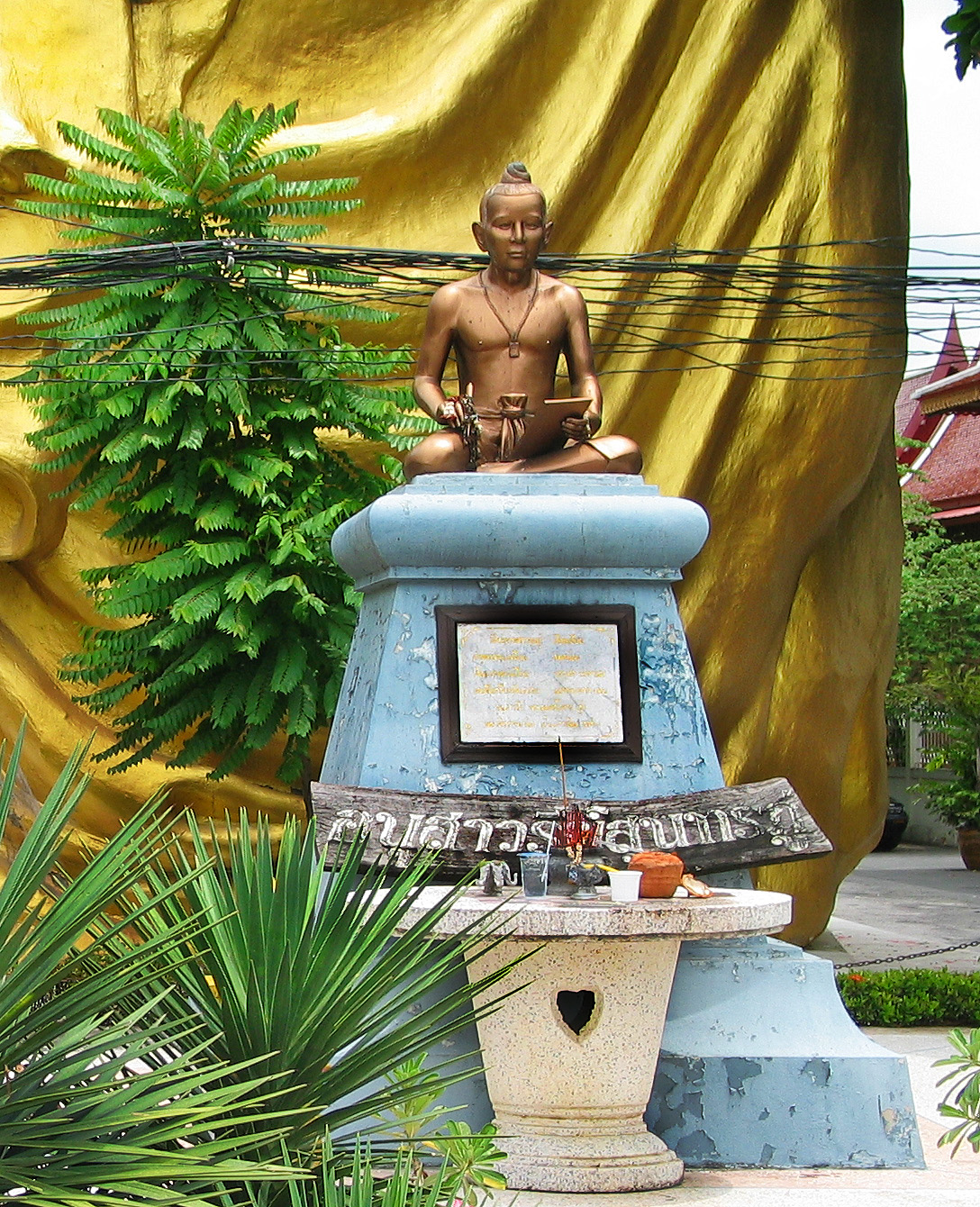
Monumento a Sunthorn Phu, no Wat Sri Sudaram, Bangkok, Tailândia.

Sunthorn Phu também é considerado o mestre da tradição siamesa de poesia de despedida e saudade, ou nirat, que era popular entre os poetas tailandeses que tinham que viajar para longe de seus entes queridos. Sunthorn Phu compôs muitos poemas nirat, provavelmente a partir de 1807, quando estava em uma viagem para Mueang Klaeng (เมืองแกลง), uma cidade localizada entre Rayong (sua cidade natal) e Chanthaburi. Existem muitos formatos de poesia "de viagem" ou de despedida na língua tailandesa. No período de Ayutthaya, esse estilo era composto por nobres (como o príncipe Thammathibet, 1715-1756), cujo sentimentalismo e expressões eram refinados e formais. Sunthorn Phu era peculiar nesse sentido por ser um homem comum, cuja poesia era mais divertida (สนุก), cativante e bem-humorada.[carece de fontes?] Sunthorn Phu possivelmente não teve uma formação tão clássica quanto outros poetas tailandeses famosos (que comumente eram membros da família real) do passado. O historiador tailandês Nidhi Eoseewong argumenta que o sucesso alcançado por Sunthorn Phu poderia ser atribuído à ascensão da burguesia ou do público de classe média — após a transformação do Sião de uma sociedade feudal para uma economia de mercado — que teria valores e gostos distintos dos aristocratas.
Sunthorn Phu foi, portanto, assim como Shakespeare, um poeta popular. Ao invés de escrever exclusivamente para satisfazer instituições aristocráticas ou patrocinadores, ele também escrevia para entreter e instruir, o que atesta sua confiança em sua missão pessoal como poeta. Suas obras eram populares entre os siameses comuns, e ele era prolífico o suficiente para se sustentar com seu trabalho. Sunthorn Phu exerceu seus "direitos autorais" permitindo que as pessoas fizessem cópias de seus poemas nithan (em tailandês:  นิทานคำกลอน), como Phra Aphai Mani, por exemplo, mediante o pagamento de uma taxa. Como resultado, Sunthorn Phu foi um dos primeiros tailandeses a ganhar a vida como autor. Embora fosse um bardo da corte real, ele era desprezado por muitos poetas eruditos e nobres por atrair o povo comum.
Sunthorn Phu foi um poeta prolífico. Muitas de suas obras foram perdidas ou destruídas devido ao seu estilo de vida nômade e itinerante. No entanto, muita coisa sobreviveu. Ele é conhecido por compor as seguintes obras:
- Nove poemas nirat (viagem),
- Quatro nithan kham klon ou histórias poéticas (em tailandês:  นิทานคำกลอน), excluindo Phra Aphai Mani, a saber:
  - Kobut (em tailandês:  โคบุตร)
  - Phra Chai Suriya (em tailandês:  พระไชยสุริยา)
  - Laksanawong (em tailandês:  ลักษณะวงศ์)
  - Singha-kraiphop (em tailandês:  สิงหไกรภพ)
- Três poemas didáticos de ensino moral,
- Quatro bōt hé klŏm (em tailandês:  บทเห่กล่อม) ou canções de ninar
- Um lakhon (em tailandês:  ละคร) ou uma peça dramática, nomeadamente Aphainurāt (em tailandês:  อภัยนุราช)

## Literatura tailandesa moderna
Os reis Rama V e Rama VI foram também escritores, principalmente de obras de não ficção - como parte de seu programa para combinar o conhecimento ocidental com a cultura tradicional tailandesa. A obra Lilit Phra Lo (ลิลิตพระลอ) foi eleita a melhor obra lilit pelo clube literário real do rei Rama VI em 1916. A trama é baseada no trágico fim do rei de Suang, Phra Lo, que morreu com as duas mulheres que amava, Phra Phuean e Phra Phaeng, que eram as filhas do governante da cidade de Song. As cidades de Suang e Song eram grandes inimigas, o que leva à tragédia.
Os escritores tailandeses do século XX tendiam a produzir ficção leve em vez de literatura. Mas cada vez mais, escritores individuais passaram a ser reconhecidos por produzirem obras mais profundas, incluindo autores de prosa tais quais Kukrit Pramoj, Kulap Saipradit, (pseudônimo Siburapha), Suweeriya Sirisingh (pseudônimo Botan), Chart Korbjitti, Prabda Yoon, Duanwad Pimwana, Rong Wongsawan e Pitchaya Sudbanthad. Algumas das obras desses autores foram traduzidas para o inglês. A região do Isan, na Tailândia, produziu dois críticos sociais literários: Khamsing Srinawk e Pira Sudham. Notavelmente, Pira Sudham escreve em inglês.
A Tailândia teve também diversos escritores expatriados ao longo do século XX. O Bangkok Writers Group, por exemplo, publica ficção do autor indiano GY Gopinath, do fabulista A.D. Thompson, bem como não ficção de Gary Dale Cearley.

## O surgimento do romance na literatura tailandesa
Diferente do Brasil, que tem seu primeiro romance publicado já no século XIX, em 1844 (A Moreninha); a Tailândia só vai ganhar seu primeiro romance sete décadas depois, no início do século XX. O primeiro romance totalmente original, escrito em tailandês por um tailandês foi Khwam maiphayabat [A Não-Vingança] publicado por Luang Wilat Pariwat sob o pseudônimo "Khru Liam". Esse atraso se deu por causa da predominância da poesia sobre a prosa no campo literário e artístico durante os períodos de Sukhothai e Ayutthaya. Enquanto a prosa dominava em textos religiosos (como as Jatakas e Suttas), cerimoniais, em leis ou usos práticos relacionados aos deveres de Estado, a poesia era utilizada para a recreação e as artes.
Antes do romance penetrar na língua tailandesa através de autores tailandeses, ele precisou primeiro conquistar o público por meio de traduções de obras estrangeiras. Nesse sentido, duas traduções foram fundamentais para o estabelecimento da ficção em prosa narrativa na Tailândia: Rachathirat e Samkok. O primeiro é uma história Mon sobre guerras, amor e política, enquanto o segundo é um romance histórico chinês baseado em eventos dos anos turbulentos próximos do fim da Dinastia Han e da era dos Três Reinos da China, começando em 169 e terminando com a reunificação do reino em 280. E.C. O sucesso de Samkok foi tamanho que introduziu na Tailândia o costume de traduzir literatura chinesa ficcional em forma de prosa. 
O romance tailandês, entretanto, seria desenvolvido através do jornalismo, que se inicia na Tailândia em meados do século XIX. Seriam necessárias décadas entre o nascimento da imprensa tailandesa e o surgimento do romance, mas essa nova forma literária tailandesa faria sua estreia mediante publicações serializadas em jornais e revistas. O periódico Lak Witthaya, por exemplo, publicaria Khwam Phayabat (Vendetta, de Marie Corelli) a partir de julho de 1902. Esse livro seria a inspiração de Khru Liam para escrever Khwam MaiPhayabat, o primeiro romance tailandês.
O ano decisivo para o gênero romântico na Tailândia seria 1929, quando três pioneiros publicariam romances que ajudariam a consolidar o novo estilo literário para sempre. São eles Akatdamkoeng Raphiphat, Siburapha e Dokmai Sot. Considerado como o grande primeiro romance tailandês, Lakhon Haeng Chiwit (O espetáculo da vida), escrito por Akatdamkoeng Raphiphat, conta a história de um desafortunado aristocrata tailandês que vai para o exterior estudar Direito e acaba se apaixonando por uma mulher ocidental, mas não é correspondido. No mesmo ano, Siburapha, que já estreara como romancista antes, lança Luk Puchai (Um homem de verdade), considerado seu primeiro grande romance. Apesar de só encontrar a maturidade anos depois, Dokmai Sot estreia como escritora também em 1929, publicando dois romances em revistas mensais. 

## Literatura para a vida
A Literatura Para a Vida foi um movimento literário tailandês do século XX que se estende dos anos 40 (ou 30) até os anos 70, e que teve seu apogeu em dois momentos, entre 1947 e 1957, e posteriormente, entre 14 de outubro de 1973 e 6 de outubro de 1976, o chamado período democrático. Esse novo tipo de literatura tailandesa (e agora podemos abandonar progressivamente o termo "siamesa", pois o nome Tailândia substitui o nome Sião definitivamente ao longo do século XX) reflete a mudança política do país após a Revolução Siamesa de 1932, quando a monarquia absolutista é derrubada e se inicia a era da Tailândia moderna debaixo de uma Constituição. No decurso do novo século, a política tailandesa, que era protagonizada por um grupo pequeno de pessoas da elite, passa a sofrer a crescente interferência dos setores mais populares da sociedade. A literatura vai refletir essas mudanças.

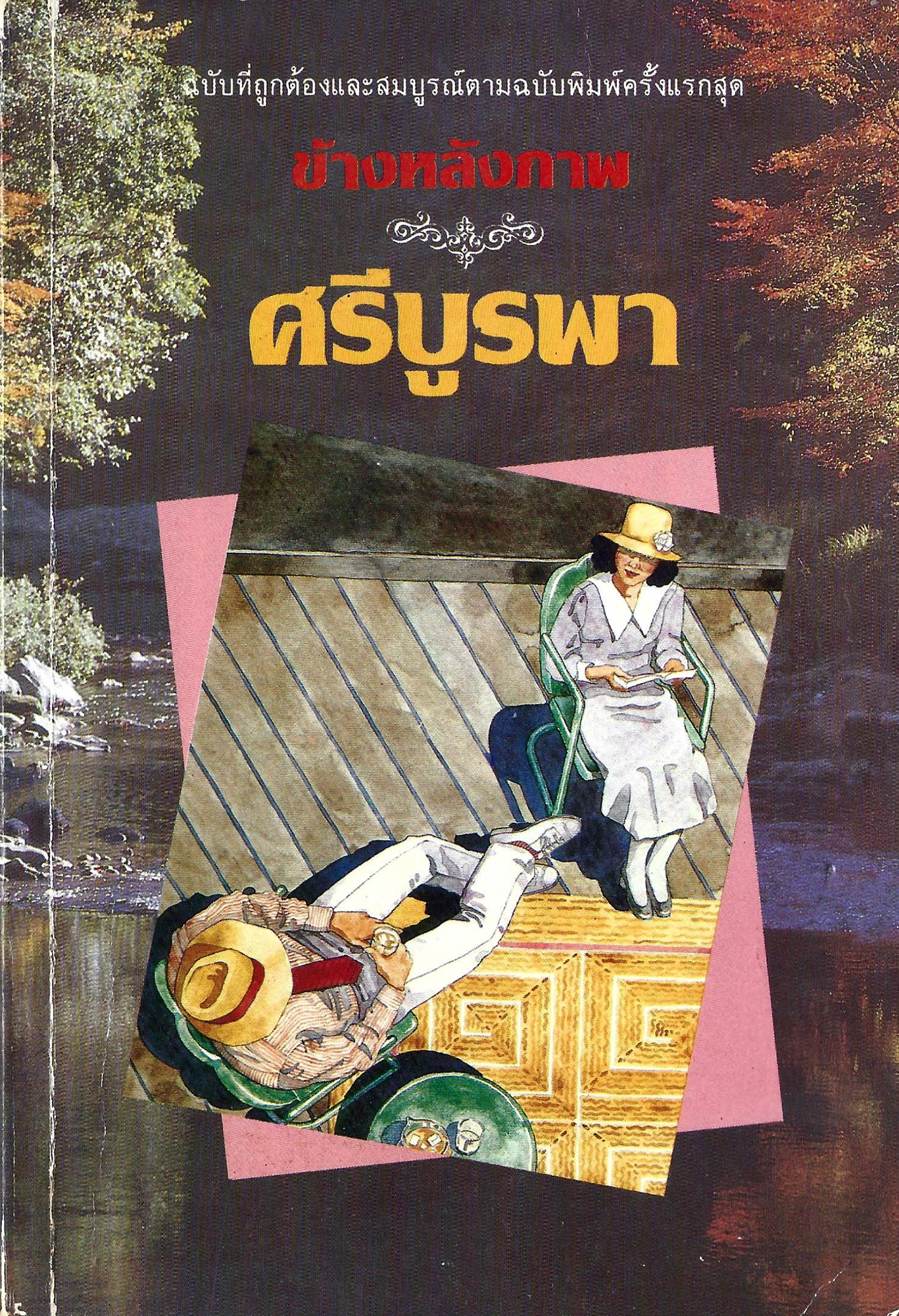
Capa de "Por Trás da Pintura", de Siburapha, 3ª reimpressão da 1ª edição datada de 1938.

A ideia de uma literatura para a vida vem de uma série de artigos publicados na Tailândia em diversas revistas literárias e artísticas entre os anos 40 e 50. Um dos mais proeminentes defensores dessa nova abordagem literária foi Asni Phonlachan, também conhecido pelo pseudônimo Indrayuth. Ele defendia a ideia da "arte como benefício para a vida", ou seja, uma arte onde o autor ou poeta caminha lado a lado com a sociedade, procurando, ao mesmo tempo, representar a realidade social e propor mudanças em benefício do povo. Desta forma, a literatura deveria ter algum tipo de diálogo e engajamento com a vida comum das pessoas, em oposição aos clássicos tailandeses como Khun Chang Khun Phaeng e Lilit Phra Lo. Outro proeminente paladino da "arte para vida" foi Udom Sisuwan, que dizia que “a arte não era o que estava na mente de um escritor, mas o que pertencia ao povo”. Udom acreditava que a arte, assim como outras instituições sociais, estava inevitavelmente envolvida com a política e suas lutas. Quer um escritor estivesse ou não consciente disso, ele tinha responsabilidades para com seus leitores e, portanto, deveria sempre se lembrar “para quem ele escreve e como ele deveria escrever”.
Em oposição a essa visão estava o escritor Kukrit Pramoj. Defendendo a posição da “arte pela arte”, Kukrit, um político e escritor monarquista conservador e autor do famoso livro "Quatro Reinos", argumentou que escrever um romance não era sobre moldar as pessoas para serem boas ou más. Era, em vez disso, um veículo para a expressão artística e emocional de um escritor. Se alguém quisesse escrever para admoestar as pessoas, segundo Kukrit, deveria se tornar um pregador em vez de um escritor.
Em contraste com a visão de Kukrit, Kulap Saipradit, (Siburapha) acreditava que a literatura tinha a função de servir aos interesses do povo. No passado, segundo ele, os artistas não tinham liberdade artística porque trabalhavam sob o sistema de patrocínio da elite tradicional. Depois que a economia de mercado substituiu o sistema de patrocínio, os artistas ainda não eram completamente livres porque tinham que seguir às demandas do mercado. O cerne da questão, para Kulap, era como sob essas novas circunstâncias, os escritores poderiam oferecer os maiores benefícios ao maior número de pessoas, ou seja, como os escritores poderiam fazer os pobres e os desfavorecidos perceberem a inferioridade de sua situação e quererem mudar suas vidas para melhor. Outros jornalistas, como Banchop Chuwanon, concordavam com Kukrit e defendiam a "arte pela arte", enquanto outros (como os escritores Itsara Amantakun e Wilat Maniwat) defendiam uma posição intermediária entre os dois grupos.

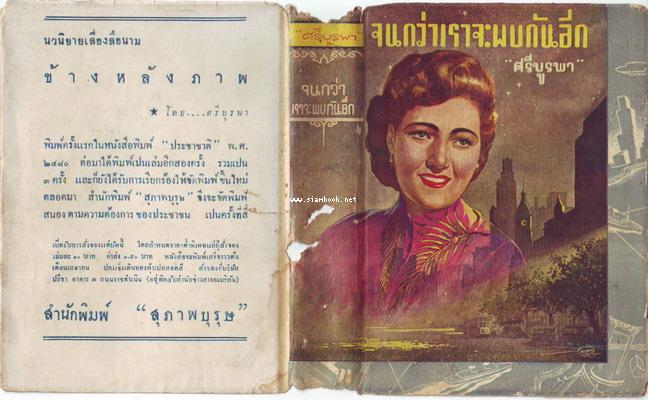
Obra de Siburapha, "Até nos encontrarmos de novo", capa dura, papel Dhamma, 1ª impressão e primeiro volume da editora, Ano de impressão: 1950, Editora Suphapub, número de páginas: 394, tamanho 135x180 mm.

Talvez a contribuição-chave para a consolidação do discurso da arte e da literatura para a vida em meados da década de 1950 tenha sido, no entanto, o trabalho do intelectual marxista Jit Phumisak. Jit escreveu e publicou muitos artigos sobre arte, literatura e crítica, sendo a mais conhecida publicação o livro Sinlapa phuea chiwit (Arte para a Vida). O livro era uma coleção de quatro artigos escritos entre 1955 e 1957. Ele abordou a maioria dos temas que foram debatidos entre escritores, estudiosos literários e críticos desde o fim da Segunda Guerra. Jit afirmou que o livro tinha como objetivo "lavar a velha ideia de arte", que ele associava à doutrina da "arte pela arte". Citando O que é arte? (Tolstói), Jit enfatizou que a arte deve servir ao povo, o que significaria uma “arte que desperta as pessoas para a realidade objetiva da vida, e as incita a mudar suas vidas”.
Além do debate em revistas de crítica literária, as publicações de romances, contos e poemas foram influenciadas por esse debate em torno de uma literatura pela justiça social. Esses trabalhos eram chamados de "progressistas" e seus autores falavam de problemas sociais, especialmente injustiças sociais, violações de direitos humanos, a lacuna social entre ricos e pobres, e a desigualdade entre a cidade e o campo. Exemplos notáveis dessa literatura são: 
- Khang Lang Phap [Por trás da pintura], de Siburapha;
- Nak Bun Chak Chanton [O profeta de Chanton], de Siburapha;
- Khon Puak Nan [Aquelas pessoas] de Siburapha;
- Khò Raeng Noi Thoe [Por favor, me dá uma mão] de Siburapha;
- Kham Khan Rap [A resposta] de Siburapha;
- Chon Kwa Rao Cha Phop Kan Ik [Até nos encontrarmos de novo] de Siburapha;
- Bon Phuen Phaen Din Thai [Na terra da Tailândia], de U. Udakon;
- Tò Trakun Mò [Continuando a família do médico], de Indrayuth;
- Chon Kwa Cha Thueng Satawat Haeng Pharadòraphap [Até o século da fraternidade], de Itsara Amantakun;
- Khao Takon Ha Nayok Ratmontri [Ele grita para o primeiro ministro] de Itsara Amantakun;
- Khwam Rak Không Wanlaya [O Amor de Wanlaya] de Seni Saowaphong;
- Pisat [O Demônio] de Seni Saowaphong;
- Phaen Din Ni Khong Khrai [De quem é esta?] de Srirat Sathapanawat;
- Sokkanatakam Không Sat Mueang [Tragédia do Cidadão] de Srirat Sathapanawat;
- Poemas de Ujjeni, Thawipwon, Nai Phi, Plueang Wannasi.

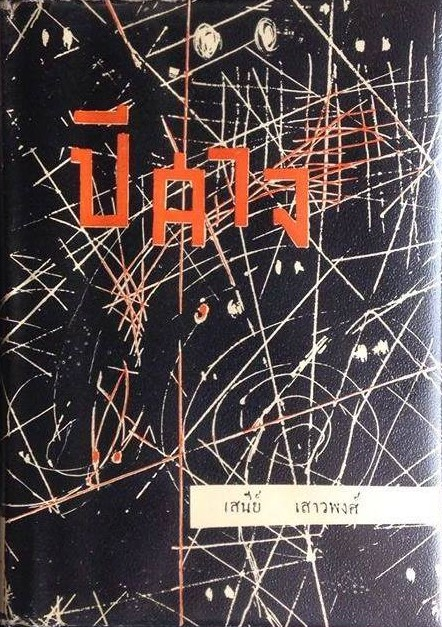
Capa de O demônio publicada em 1957.

Siburapha foi o líder dessa geração de escritores. O estilo rebelde de sua prosa teve grande impacto ao longo do século, não apenas entre escritores, mas também entre os estudantes que eram ativistas políticos nos anos 70. Em sua obra Kham Khan Rap [A Resposta], por exemplo, ele argumenta que a educação não deveria beneficiar as pessoais individualmente, mas também a massa de pessoas sem instrução que compõem a sociedade. Seus mais famosos trabalhos, entretanto, são os romances Por trás da Pintura (1937) e Até nos encontrarmos de novo (1950), onde ele condensa suas preocupações sociais e conflitos de classe através de histórias de relacionamentos amorosos. Além de Sriburapha, outros escritores - como o influente diplomata Seni Saowapong - também defendiam ideias similares em seus livros, incluindo a preocupação com a educação transformadora da sociedade e com a luta de classes. Em Khwam Rak Không Wanlaya (O Amor de Wanlaya), a protagonista homônima decide abandonar sua vida de mais conforto na cidade para ser professora de música em sua cidade natal no interior do país. Já em Pisat (O demônio), o protagonista Sai Sima se torna um advogado para defender camponeses pobres explorados por ricos fazendeiros. Nesse influente livro, Seni desafia a noção do budismo popular de que o carma é um destino, defendendo a ideia de que as pessoas comuns (o povo humilde) podem moldar seus carmas com suas próprias mãos. 
No campo da poesia, destaca-se o poema Isan, de Nai Phi (pseudônimo de Asni Phonlachan), que reflete sobre a situação desoladora do nordeste da Tailândia visando despertar as pessoas para a luta contra o destino com toda a força de seus corações e mentes. O mesmo poeta escreveu em estilo Chan um poema chamado Rao Chana Leao Mae Cha (Mãe, vencemos no final!) que conta a história de um conflito entre trabalhadores e donos de fábricas.

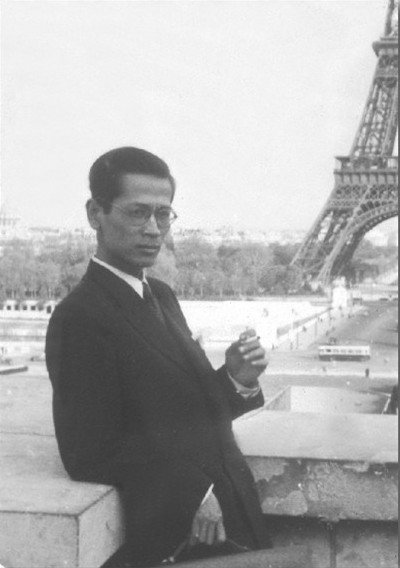
O diplomata Sakchai Bamrungpong, cujo pseudônimo era Seni Saowapong, publicou o influente livro O demônio.

Com o golpe militar protagonizado por Sarit Thanarat em 1957, a repressão contra os escritores progressistas foi muito intensa, fazendo com que a Literatura para a vida quase desaparecesse por completo. A situação só melhoraria com a queda do ditador Sarit em 1963. Nesse ano é lançada a revista Sangkhomsat Parithat (Revisão de Ciências Sociais), editada por Sulak Sivarak. Essa publicação foi muito importante para o renascimento das atividades literárias politizadas, bem como para a livre expressão de estudantes universitários, que seriam os grandes protagonistas da história tailandesa nos anos 70. Esses estudantes estavam muito engajados em clubes literários dentro de suas instituições de ensino, além de formarem grupos independentes de escritores universitários. Os mais influentes desses grupos foram Chomrom Phrachan Siao (A Lua Crescente), Num Nao Sao Suai (Garotos jovens e garotas lindas) e Wannakam Pheua Chiwit (Literatura para a vida). A popularidade dos escritores engajados das décadas anteriores (como Seni Saowapong e Siburapha) atingiu um novo pico, com livros que antes eram menos populares se tornando verdadeiros sucessos. Um exemplo foi o livro O demônio, de Seni, que passou quase despercebido em 1953-4 quando foi lançado, mas que se tornou uma sensação após seu relançamento em 1971. Mas as agremiações estudantis não se limitavam a reverenciar os autores mais antigos. Elas também imprimiam coleções de contos, poemas, peças, e artigos escritos pela nova onda de autores. Podemos citar, dentre outros, os seguintes escritores dessa geração:
- Wityakon Chiengkul;
- Suchat Sawatsri;
- Nikhom Rayawa;
- Naowarat Phongphaibul;
- Sujit Wongthes;
- Phaibul Wongthes;
- Khanchai Bunpan;
- Sathian Chanthimathon;
- Surachai Chanthimathon;
- Kamon Kamontrakul;
- Anut Aphaphirom

Em suas obras, esses escritores da nova geração usaram técnicas literárias e filosofias modernas, como, por exemplo, o fluxo de consciência, o simbolismo, o existencialismo, o surrealismo e a ficção científica. O conteúdo de suas obras também era interessante. Eles escreveram sobre alienação da sociedade, insatisfação com a ditadura militar, o movimento antiguerra, direitos humanos, injustiça e consciência social, a influência do materialismo e da tecnologia, o declínio do humanismo e a falta de humanidade. Além disso, o estilo de versos livres e poesia concreta eram os favoritos entre os jovens poetas devido à liberdade em relação à versificação convencional. Poderíamos dizer que esses escritores 'vanguardistas' tentaram provar que, em forma e conteúdo, suas obras eram livres de convenções literárias. Além disso, eles acreditavam que o objetivo da criatividade literária era a criação de uma sociedade melhor;

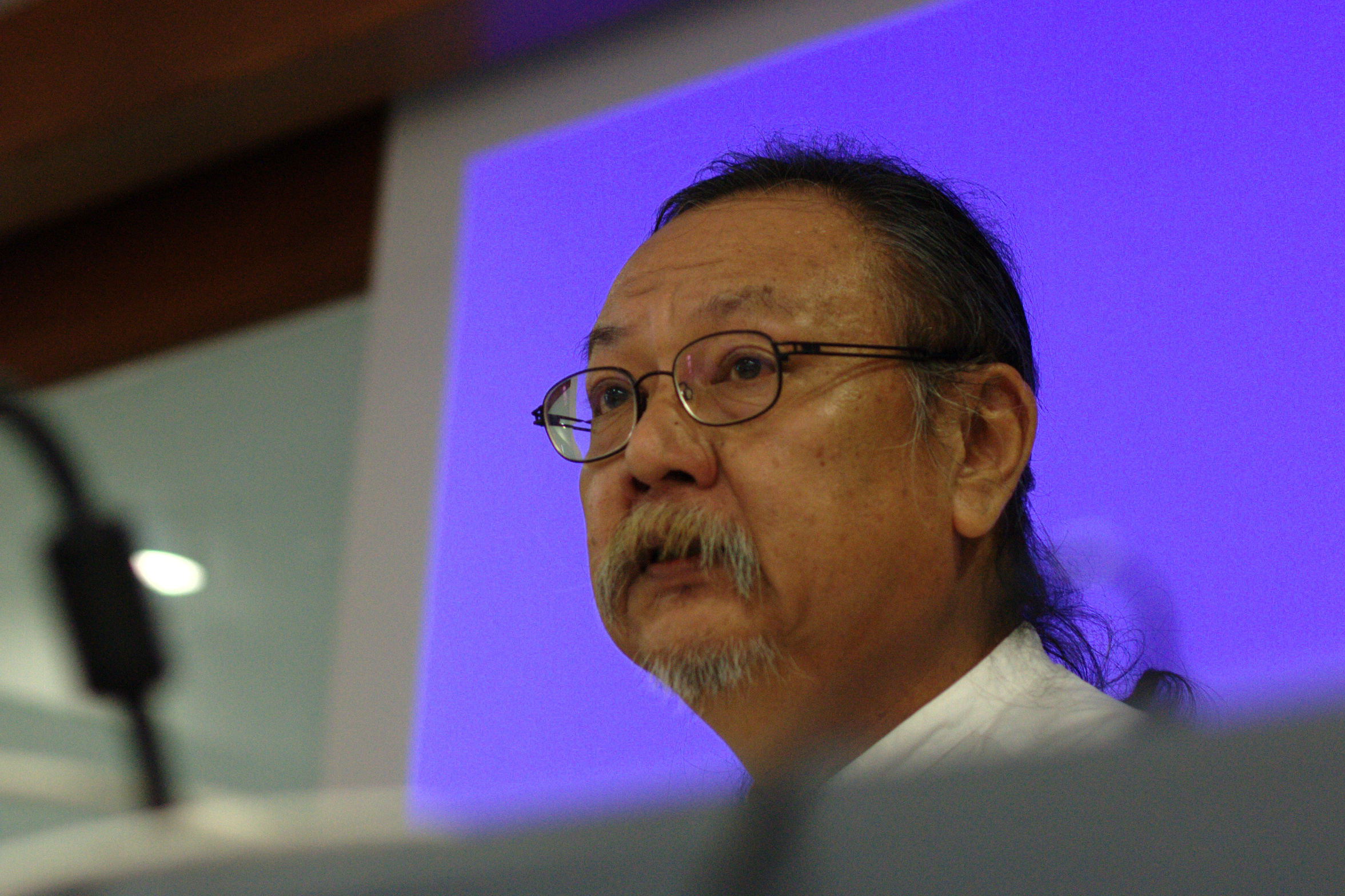
Seksan Prasertkul foi um dos autores mais conhecidos da geração de 1973. Além de autor e poeta, foi líder político e estudantil, sendo obrigado a fugir para a floresta depois do golpe de 1976. Sua autobiografia foi transformada no filme The Moonhunter (2001).

Durante os levantes que levaram à Revolução de 1973 que derrubaria os militares do poder, as obras de três poetas foram muito importantes. São eles Rawi Domphrachan, Wisa Khanthap e Seksan Prasertkul. Seus poemas eram lidos em voz alta durante os protestos de massa e inflamavam os manifestantes. Enquanto isso, na prosa, a literatura pela vida também era popular. A Organização do Tratado do Sudeste da Ásia criaria um prêmio literário em 1968 e três tailandeses seriam laureados nos anos seguintes: Krisna Asoksin por Reua Manut (Navio da Humanidade) e por Tawan Tok Din (Pôr do sol), que tratam sobre a natureza humana; Suwanni Sukhontha por Khao Chue Kan (O nome dele é Kan), que fala sobre um médico idealista que decide medicar no interior do país; e Botan por Chotmai Chak Mueang Thai (Cartas da Tailândia), que discorre sobre as impressões de um chinês sobre a sociedade tailandesa.
Ao longo dos três anos de democracia (1973-76), a Tailândia experimentou um nível de liberdade artística incomparável com qualquer época anterior ou posterior. Isso se refletiu na explosão de publicações. O escritor Anut Aphaphirom, preocupado com a falta de criatividade em termos de enredos e técnicas, publicou um artigo criticando as publicações da época e elencando as características que a literatura progressista deveria ter:
1. Simples e concisa;
2. Refletir a verdade sobre o conflito de classes;
3. Causar boa impressão e grande impacto;
4. Construir consciência social que claramente articule intenções e objetivos em resultados definidos.

A separação entre literatura para a vida e literatura para diversão se intensificou nessa época. Enquanto a literatura para a vida era popular entre estudantes e intelectuais, a literatura para diversão era mais consumida entre trabalhadores e donas de casa. Entretanto, o massacre da Thammasat e o subsequente golpe de Estado de 1976 poria fim ao regime democrático. A literatura para a vida some da vida política das cidades e vai se refugiar nas florestas, onde muitos ativistas se refugiaram para lutar contra o governo. A decadência da literatura para vida, entretanto, se daria não só pela brutalidade militar, mas também por críticas internas. Muitos autores passam a criticar o excesso de utilização de teorias marxistas, e buscam outras formas de produzir artes engajadas que fossem menos maniqueístas (há críticas no sentido do "povo explorado" parecer heroico demais, em contraste aos "patrões capitalistas" serem excessivamente vilanizados). Um exemplo de literatura socialmente engajada, herdeira da Literatura para a vida, mas já divergente dela, é a obra de Chart Korbjitti. Um de seus mais famosos livros, Khamphiphaksa (A Sentença, de 1981), mescla engajamento social com questões mais intimistas, o uso de fluxo de consciência e a influência do existencialismo sartreano.
Apesar do declínio, a Literatura pela vida continua influente, seja porque algumas obras em particular soem atemporais (como alguns romances de Siburapha), seja devido a ainda inspirarem movimentos políticos e artísticos no presente. Em 2020, por exemplo, quando o partido progressista e pró-democracia Future Forward foi dissolvido, um de seus fundadores citou O demônio, de Seni Saowaphong, como inspiração para a continuidade da luta política por mais democracia.

## Influência literária tailandesa em países vizinhos
A literatura tailandesa, especialmente sua tradição poética, exerceu grande influência nos países vizinhos, especialmente no Mianmar e no Camboja. Os dois períodos mais profícuos da literatura birmanesa se deram como consequência direta da influência literária siamesa.[carece de fontes?] O primeiro ocorreu durante o período de duas décadas (1564–1583), em que a Dinastia Toungoo fez do Sião um estado vassalo. A conquista resultou na incorporação de muitos elementos tailandeses à literatura birmanesa. Mais evidentes foram os yadu ou yatu (ရာတု), um verso emocional e filosófico, e o gênero yagan (ရာကန်). O segundo momento de influência literária siamesa sobre a Birmânia ocorreu logo depois da queda de Ayutthaya em 1767. Após uma segunda conquista de Ayutthaya (Tailândia), muitos dançarinos e poetas reais siameses foram levados à corte de Konbaung. O Ramakien, a versão tailandesa do Ramayana (ရာမယန), foi introduzido e adaptado em birmanês, onde agora é chamado de Yama Zatdaw. Muitas canções e poemas dramáticos foram transliterados diretamente do idioma tailandês. Além disso, os birmaneses também incorporaram a tradição tailandesa da poesia Nirat, que se tornou popular entre a classe real birmanesa. A literatura birmanesa durante este período foi, portanto, modelada segundo o Ramayana, e peças dramáticas foram patrocinadas pela corte birmanesa.

O antigo Reino Rattanakosin e sua hegemonia política e cultural (1809)

O Camboja caiu sob a hegemonia siamesa no reinado de Naresuan, mas foi somente durante o Reino de Thonburi que as altas culturas do reino de Rattanakosin foram sistematicamente transmitidas a uma corte cambojana que as absorveu vorazmente. Fédéric Maurel, historiador francês, observa:

Do final do século XVIII até o século XIX, vários pajens khmer, dançarinas clássicas e músicos estudaram com mestres e professores tailandeses no Camboja. A presença dessa elite tailandesa no Camboja contribuiu para o desenvolvimento de uma forte influência cultural tailandesa entre as classes altas khmer. Além disso, alguns membros da família real khmer foram para a corte tailandesa e desenvolveram relações próximas com a nobreza tailandesa bem-educada, bem como com vários poetas da corte. Esses vínculos culturais eram tão poderosos que, em alguns campos, pode-se usar o termo Siamização para se referir aos processos de absorção cultural na corte khmer naquela época.
A siamização trouxe consigo a influência literária tailandesa, que teve um impacto significativo na literatura khmer. A tradição Nirat ou siamesa de poesia de despedida, por exemplo, foi imitada pelos poetas khmer; e muitas histórias tailandesas foram traduzidas diretamente da fonte siamesa para a língua khmer. 
Um estudo tailandês de literatura comparada descobriu que a atual versão cambojana do Ramayana (chamada Reamker) foi traduzida diretamente de fontes tailandesas, estrofe por estrofe. A corte real cambojana costumava encenar dramas lakhon tailandeses em língua tailandesa durante o reinado do rei Narodom.:54 Embora textos literários mais antigos do Reamker possam ter existido antes do século XVI, a maioria da obra já se perdeu.